# Korund
Der Korund ist ein relativ häufig vorkommendes Mineral aus der Mineralklasse der Oxide und Hydroxide. Er kristallisiert im trigonalen Kristallsystem und hat die chemische Zusammensetzung Al2O3, er ist damit chemisch gesehen Aluminiumoxid.
Korund ist das Referenzmineral für die Mohshärte 9 auf der bis 10 (Diamant) reichenden Skala nach Friedrich Mohs. Er entwickelt meist lange, prismatische oder säulen- bis tonnenförmige Kristalle, aber auch körnige Aggregate, die je nach Verunreinigung verschiedene Farben aufweisen können. In chemisch reiner Form ist Korund farblos. Bekannte Varietäten mit gleicher Zusammensetzung und Kristallstruktur sind der Rubin (rot durch Spuren von Chrom) und der Saphir (verschiedene Farben, u. a. blau durch Eisen oder hellrot durch Titan).
Die Oberflächen der durchscheinenden bis durchsichtigen Kristalle weisen einen glas- bis diamantartigen, oft etwas fettigen Glanz auf. Korund besitzt keine Spaltbarkeit, aber sehr vollkommene Absonderungen nach den Zwillingsflächen, die einen perlmuttartigen Glanz aufweisen. Aufgrund seiner Sprödigkeit bricht er wie Glas oder Quarz, wobei die Bruchflächen muschelig bis splitterig ausgebildet sind. Die größten bisher bekannten Korundkristalle erreichten eine Länge von etwa einem Meter und ein Gewicht von bis zu 152 kg.
Korund ist eines der wichtigsten Industrieminerale und findet aufgrund seiner hohen chemischen und Temperaturbeständigkeit sowie seiner hohen Härte und Abriebfestigkeit ein breites Anwendungsgebiet. Darüber hinaus sind die farbigen Korund-Varietäten von alters her teure und hoch geschätzte Schmucksteine (siehe Verwendung).
Korund wird auch künstlich hergestellt. Das so gewonnene Material wird wegen seiner großen Härte als Schleifmittel (Schleifpapier, Trennscheiben usw.) sowie als Strahlmittel eingesetzt.

## Etymologie und Geschichte
Die wahrscheinlich erste Erwähnung des Minerals, welches heute als Korund bekannt ist, stammt von Plinius dem Älteren. Im 37. Buch seiner Naturalis historia berichtet er von Adamas siderites, bei dem es sich sehr wahrscheinlich um Korund handelt.
Der Name Korund stammt von tamilischen குருந்தம் kuruntam ab, welches seinerseits mit Sanskrit कुरुविन्द kuruvinda zusammenhängt. In den indischen Sprachen ist hiermit eigentlich der Rubin gemeint.
Die Bezeichnung Corinvindum wurde erstmals 1719 von John Woodward verwendet.

Nella corivindum is found in fields where the rice grows : it is commonly thrown up by the field rats, and used, as we do emery, to polish iron … Tella Convindum Fort St. George. Mr. Bulkley. This is a talky Spar, grey, with a Cast of green. It is used to polish Rubies and Diamonds.

„Nella corivindum findet sich auf Feldern, wo der Reis wächst; es wird gewöhnlich durch die Feldmäuse aufgewühlt und, wie bei uns der Schmirgel, zum Polieren des Eisens verwendet … Tella Convindum Fort St. George. Mr. Bulkley. Es ist ein talkiger Spat von grauer ins Grüne übergehender Farbe; er wird zum Polieren von Rubinen und Diamanten verwendet.“

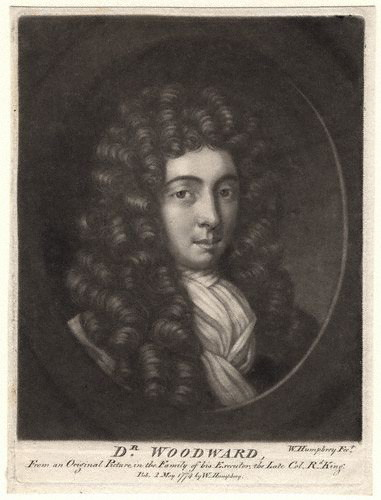
John Woodward, englischer Arzt, Geologe und Naturhistoriker. Auf ihn geht die Bezeichnung Corinvindum/ Corinvendum für Corundum (englisch für Korund) zurück.

In Woodwards Nachtrag zu obigem Verzeichnis, welcher 1725 erschien und in dem er Corivindum zu Corivendum veränderte, ist auf Seite 6 zu lesen:

Nella corivendum is found by digging at the Foot or Bottom of Hills, about 500 Miles to the Southward of this Place. They use it, as Emery, to clean Arms, &c. It serves also to grind Rubies, by making it like hard Cement, by the help of Stic-Lac mix’d with it. East-India. Mr. Bulkley.

„Nella corivendum wird beim Graben am Fuße von Hügeln ungefähr 500 englische Meilen gegen Süden von genanntem Ort gefunden und als Schmirgel zum Gewehrputzen gebraucht. Auch schleift man Rubin damit, indem man ihn mit einem klebenden Lack verbindet und so zu einer Art hartem Zement macht. Ostindien. Mr. Bulkley.“

Neben einigen anderen Anmerkungen im Verzeichnis von Woodward sind dies offensichtlich die einzigen Erwähnungen dieses Minerals von einem Autor vor dem Jahre 1768. Wie Charles Francis Gréville, „Vicekammerherr des Königs von England und Mitglied der königlichen Societät“, berichtete, erhielt etwa in diesem Jahr der bekannte Juwelier William Berry in Edinburgh von einem Dr. Anderson aus Madras in Indien eine Lieferung Kristalle „with information of their being the material used by the natives of India to polish crystal, and all gems but diamonds“ (deutsch „mit der Information, dass dieses Material von den indischen Eingeborenen zum Polieren von Kristallen und allen Edelsteinen mit Ausnahme des Diamanten verwendet wird“). Berry konnte zwar mit dem ihm übersendeten Material Achat, Karneol und andere Steine gut bearbeiten, fand aber, dass diese Arbeiten mit dem härteren Diamant wesentlich besser durchzuführen waren, was den deutlich höheren Preis für Diamant rechtfertigte. Die Steine aus Madras wurden deshalb als bloße Kuriosität beiseite gelegt.
Greville erwähnt einen Dr. Black, der erkannte, dass diese Kristalle sich von allen bis zu diesem Zeitpunkt in Europa bekannten Steinen unterschieden und der sie aufgrund ihrer Härte „Demantspath“ nannte. „1784 überschickte mir aber der Oberste Cathcart aus Indien seinen wahren Geburtsnamen Corundum, nebst einigen Exemplaren, die er vom D. Anderson bekommen hatte, und die ich zur Analyse austheilte. Sobald nur der ursprüngliche Name dieses Fossils bekannt war, ergab sich aus D. Woodward’s Catalogue of Foreign Fossils, welcher 1719 erschienen war, daß dasselbe Fossil ihm schon durch seinen Correspondenten Herrn Bulkley aus Madras zugeschickt worden war.“
Richard Kirwan benutzte die noch heute gültige englische Schreibweise des Namens Corundum bereits im Jahre 1794 und Charles Gréville im Jahre 1798/99. Martin Heinrich Klaproth, der ebenfalls Material von Gréville erhalten hatte, übersetzte 1786/87 die um 1780 „von engländischen Naturforschern gegebene Benennung“ Adamantine Spar bzw. Spath adamantin mit Demantspath. Anfänglich hielt Klaproth den Hauptbestandteil des Minerals für eine neue Erde, die Demantspatherde oder Corunderde, fand aber später, dass das Mineral hauptsächlich aus Thonerde, also Aluminiumoxid, besteht. Die gleiche Zusammensetzung fand Klaproth für den Saphir.

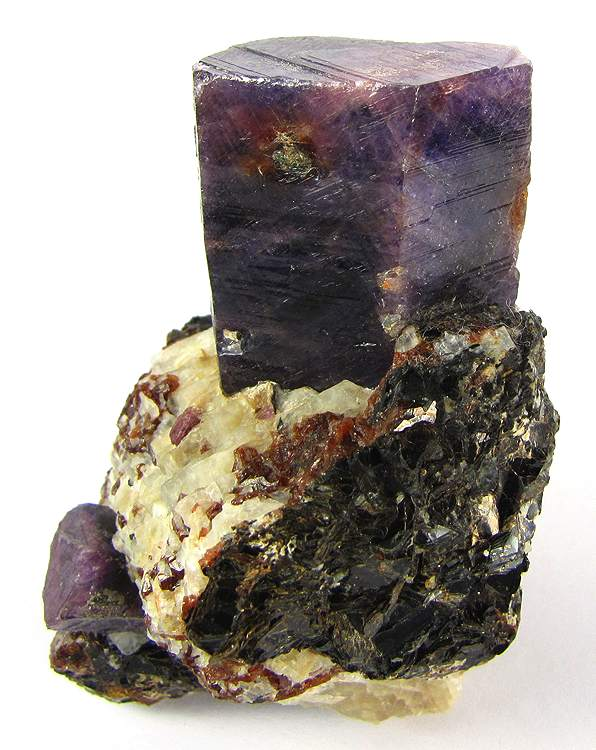
Zweifarbig rosa-violetter Saphir im Muttergestein aus Ihosy in Madagaskar (Größe: 6,8 cm × 4,5 cm × 4,4 cm)

Im Gegensatz zum bisher Geschriebenen berichtet René-Just Haüy 1801, dass die Kenntnis des Korunds dem Doktor Lind, Mitglied der königl. Societät zu London, zu verdanken ist, der ihn in China in Granitfelsen entdeckte, worin er in Feldspath, Glimmer und Speckstein eingewachsen ist. Haüy berichtete weiter, dass Corindon auch in granitischen Gesteinen bei Philadelphia sowie an der Südwestküste Indiens bei Malabar gefunden worden ist. Material von letzterem Vorkommen hatte er von Charles Gréville erhalten. Haüy vereinigte Rubin und Saphir unter dem neuen Terminus Télésie (von altgriechisch τἐλειος, τελήεις teleios, deutsch ‚vollkommen‘), hält aber den Schmirgel als eigene Mineralart unter dem Terminus fer oxydé quartzifere aus. Den Corindon als Synonym für den seit circa 1780 bekannten Spath adamantin führt er aber als völlig selbständige Spezies an. Im Jahre 1802 verfasste Graf Jacques Louis de Bournon die klassische „Description of the Corundum Stone and its varieties“.
Dietrich Ludwig Gustav Karsten (1800) folgend veröffentlichte Franz Ambrosius Reuß im Jahre 1802 sein Lehrbuch der Mineralogie „nach des Herrn O.B.R. Karsten mineralogischen Tabellen“, worin er als selbständige Mineralspezies („Gattungen“) den „Diamantspath“ (Spathum adamantinum, Spath adamantin, Spate adamantino, Adamantin spar), den „Korund“ (Corundum, Corindon, Corundumstone), den „Rubin“ (Rubinus, Rubis, Rubino, Ruby) sowie den „Saphir“ (Saphirus, Saphir, Zaffiro, Sapphire) anführt.
Christian August Siegfried Hoffmann behandelte in seinem 1811 erschienenen Handbuch der Mineralogie den „Saphir“ (inklusive „Rubin“) sowie „Schmirgel“, „Korund“ und „Demantspath“ als eigenständige Minerale und führte dazu die folgende Begründung an: „Anfangs glaubte man, daß Korund und Demantspath eine einzige Gattung ausmachten, und Herr Hauy, der Graf von Bournon, so wie mehrere andere Mineralogen sind noch dieser Meinung. Herr Werner aber wurde durch ihre Verschiedenheit in den Verhältnissen der Farbe, des Glanzes des Bruches, der Durchsichtigkeit, und des Vorkommens veranlaßt, sie als zwey verschiedene Gattungen aufzuführen.“ Aber schon zwei Jahre später vereinigte Friedrich Hausmann sowohl den edlen Korund als auch „Demantspath“ und Schmirgel unter einer Bezeichnung, eben dem „Korund“.
Anders als die Bezeichnung „Korund“ erscheint der Name „Rubin“ schon im 12. Jahrhundert in der Provence und ab 1250 in Deutschland im Sagenkreis um Parzival, etwa in Wolfram von Eschenbachs Parzival. Zunächst werden mit ihm und mit dem Namen Karfunkel (carbunculus) ganz allgemein rote Edelsteine bezeichnet. Auch der Name „Saphir“ (nach altgriechisch σάπφειρος sappheiros, deutsch ‚Saphir‘) wird als Lehnwort aus dem Osten angegeben und verschieden gedeutet. Mit Saphir wurde in der Antike der Lasurstein bezeichnet, später ging dieser Terminus auf andere – stets blaue – Minerale, zuletzt auf den harten, blauen, durchsichtigen Korund, über. Die Zuordnung der Namen Rubin und Saphir zum Korund erfolgte erst an der Wende 18./19. Jahrhundert, als – durch Analysen von Martin H. Klaproth – die stoffliche Identität von Rubin und Saphir mit Korund erkannt wurde.

## Klassifikation

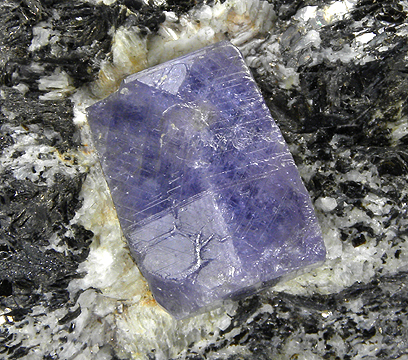
Bläulichvioletter Korund (Saphir) aus „Zazafotsy“, Distrikt Ihosy, Provinz Fianarantsoa, Madagaskar. Größe: 9,1 × 5,3 × 4,0 cm.

In der mittlerweile veralteten, aber noch gebräuchlichen 8. Auflage der Mineralsystematik nach Strunz gehörte der Korund zur Mineralklasse der „Oxide und Hydroxide“ und dort zur Abteilung der „Oxide mit Metall: Sauerstoff = 2 : 3“, wo er zusammen mit Eskolait, Hämatit und Karelianit eine eigenständige Gruppe bildete.
Die seit 2001 gültige und von der International Mineralogical Association (IMA) verwendete 9. Auflage der Strunz’schen Mineralsystematik ordnet Korund in die erweiterte Klasse der „Oxide (Hydroxide, V[5,6] Vanadate, Arsenide, Antimonide, Bismuthide, Suldide, Selenide, Telluride, Jodide)“ und dort in die Abteilung der „Metall : Sauerstoff = 2 : 3, 3:5 und vergleichbare“ ein. Diese Abteilung ist weiter unterteilt nach der Größe der beteiligten Kationen, so dass das Mineral entsprechend seiner Zusammensetzung in der Unterabteilung „Mit mittelgroßen Kationen“ zu finden ist, wo es als Namensgeber die „Korundgruppe“ mit der System-Nr. 4.CB.05 und den weiteren Mitgliedern Brizziit, Ecandrewsit, Eskolait, Geikielith, Hämatit, Ilmenit, Karelianit, Melanostibit und Pyrophanit sowie den noch nicht von der IMA bestätigten Minerale Auroantimonat und Romanit bildet.
Auch die vorwiegend im englischen Sprachraum gebräuchliche Systematik der Minerale nach Dana ordnet den Korund in die Klasse der „Oxide und Hydroxide“ und dort in die Abteilung der „Oxide“ ein. Hier ist er zusammen mit Hämatit Namensgeber der „Korund-Hämatit-Gruppe“ mit der System-Nr. 04.03.01 und den weiteren Mitgliedern Eskolait, Karelianit und Tistarit innerhalb der Unterabteilung „Einfache Oxide mit einer Kationenladung von 3+ (A2O3)“ zu finden.

## Chemismus

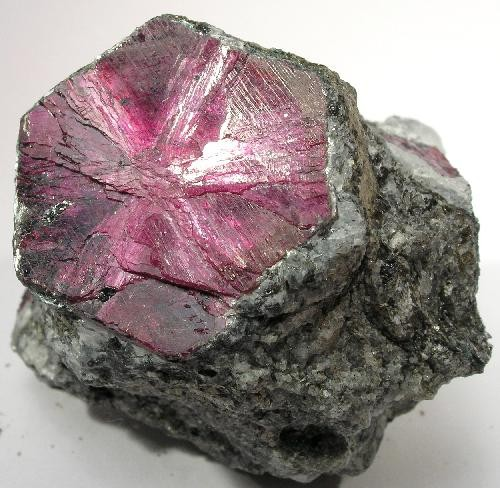
Magentafarbener Korund (Saphir) aus Zazafotsy, Madagaskar. Größe: 5,5 × 4,2 × 3,3 cm.

Korund ist chemisch nahezu reines Al2O3 mit 53,04 % Aluminium und 46,96 % Sauerstoff, in dem Magnesium, Titan, Vanadium, Chrom, Eisen und Gallium sowie selten auch Elemente mit hohen Wertigkeiten (HFSE) wie Niob, Zinn, Tantal und Thorium zwar immer, aber lediglich in Spuren, auftreten. Für Chrom werden Gehalte von 1–2,5 Gew.-% Cr2O3 berichtet.
Korund ist das Al-dominante Analogon des Cr-dominierten Eskolaits, des Fe-dominierten Hämatits und des V3+-dominierten Karelianits.
Infolge des hohen Anteils an homöopolaren Bindungen besitzt Korund nur wenig Neigung zur Mischkristallbildung. Mit Fe2O3 besteht vollständige Mischbarkeit oberhalb von 1400 °C, mit Cr2O3 oberhalb von 1080 °C.
Korund wandelt sich leicht in andere Aluminiumminerale wie Zoisit, Sillimanit, Kyanit und besonders in Margarit, weniger leicht in Diaspor (Kayserit), Gibbsit, Andalusit, Spinell, Chloritoid und Muskovit um. Aus Perth in Ontario, Kanada, werden bis 10 cm lange Pseudomorphosen einer blassgrünen, sich fettig anfühlenden Substanz nach Korund beschrieben, bei der es sich um Skapolith handelt, der wiederum durch Pinit (Muskovit) ersetzt worden ist. Pseudomorphosen nach Spinell sind von Bathurst Township, Lanark County, ebenfalls in Ontario, Kanada, bekannt. Recht häufig sind Pseudomorphosen von Muskovit nach Korund, die mit dem eigenen Namen „Damourit“ bezeichnet werden.

## Kristallstruktur

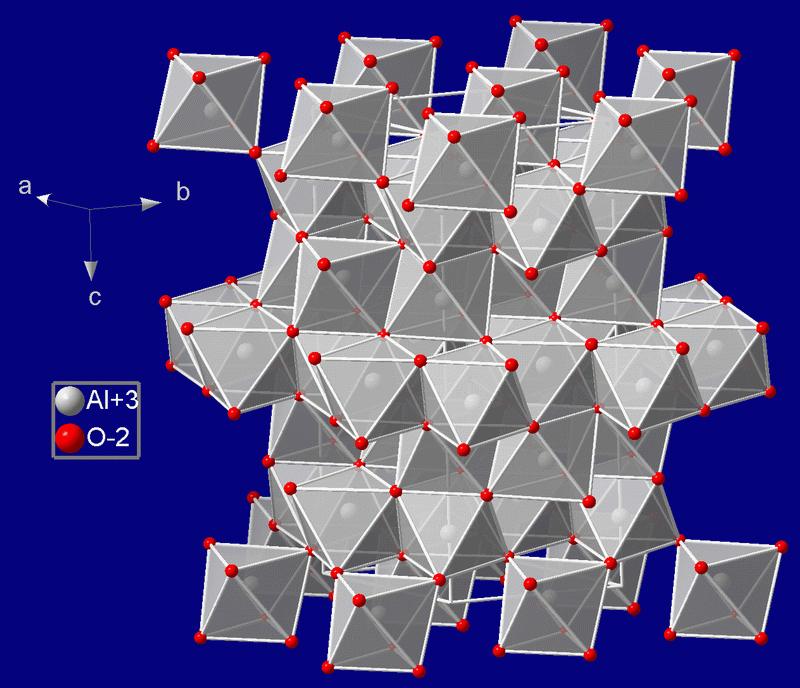
Kristallstruktur von Korund

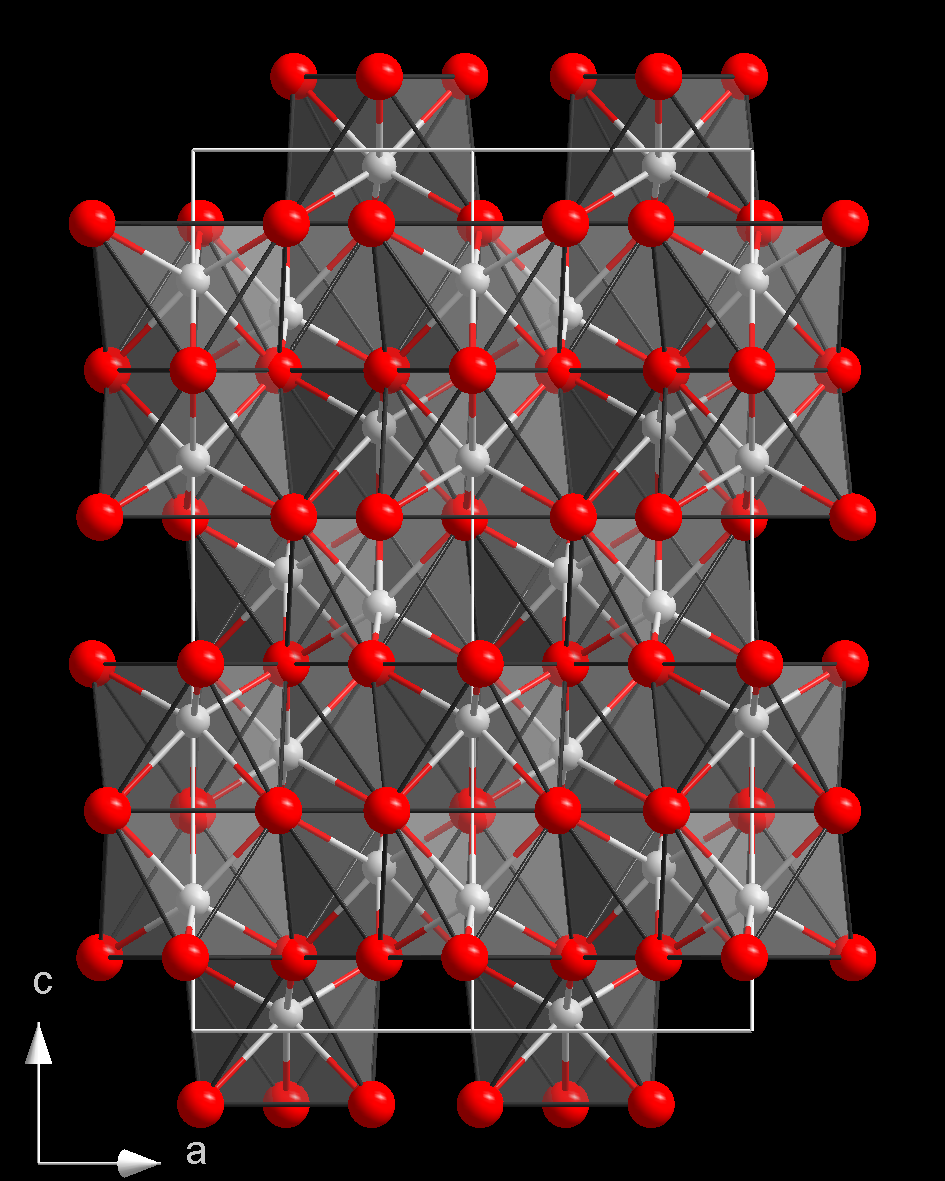
Kristallstruktur von Korund mit Blick entlang der b-Achse [010].
silver Al^{3+} #EE0000 O^{2−}

Korund kristallisiert trigonal in der Raumgruppe R3c (Raumgruppen-Nr. 167) mit den Gitterparametern a = 4,75 Å und c = 12,98 Å sowie sechs Formeleinheiten pro Elementarzelle.
In der Korund-Struktur bilden die Sauerstoffatome eine leicht verzerrte hexagonal dichteste Kugelpackung, in der zwei Drittel der Oktaederlücken mit dreiwertigen Aluminium-Ionen besetzt sind. Die Oktaeder haben gemeinsame Kanten und bilden auf diese Weise Sechser-Ringe, welche zu Gibbsit-artigen Lagen bzw. Schichten parallel (0001) angeordnet sind. Die Schichten sind durch gemeinsame Flächen und Ecken der Oktaeder zu einem Gerüst verbunden. Entlang der c-Achse kommen Paare von flächenverknüpften Oktaedern vor, weshalb sich die gleichnamig geladenen Al-Ionen recht nahe kommen. Die elektrostatische Abstoßung zwischen ihnen führt dazu, dass die Al-Ionen etwas nach oben und unten aus den Oktaedermitten herausgerückt sind (eine Ausbildung von Metall-Metall-Bindungen, die in einigen anderen Fällen von flächenverknüpften Oktaedern vorkommen, ist beim Al3+ nicht möglich); der Al-Al-Abstand beträgt dann 2.655 Å. Die Coulomb’sche Bindung wird von starken homöopolaren Bindungsanteilen überlagert, was die hohe Härte des Korunds erklärt.
Die Sauerstoff-Atome bilden Schichten dichtester Packung, die in zwei Lagen übereinandergestapelt sind (ABAB…, hexagonal-dichteste Kugelpackung). Zwischen je zwei dieser Schichten befindet sich eine Aluminiumschicht C, in der jeder dritte Platz unbesetzt ist. Die Al-Atome einer Schicht bilden Sechsringe, deren Mittelpunkte unbesetzt sind. Die Al-Schichten können in drei Lagen auftreten, die nacheinander realisiert werden (Schichtenfolge A'B'C'A'B'C'…).
Die Aluminium-Atome sind oktaedrisch von sechs Sauerstoff-Atomen umgeben. Die Sauerstoff-Atome wären im Idealfall (kein Einfluss der Leerstellen in den Aluminium-Schichten) trigonal prismatisch von vier Aluminium-Atomen und zwei Leerstellen umgeben. Durch die durch die Leerstellen resultierende Verschiebung der Aluminium-Atome entsteht eine verzerrt tetraedrische Koordination der Sauerstoff-Atome von vier Aluminium-Atomen.
In der Korund-Struktur kristallisieren neben α-Al2O3 auch die Oxide Ti2O3, V2O3, Cr2O3, α-Fe2O3, Rh2O3 und α-Ga2O3 sowie die chemischen Verbindungen γ-Al2S3 und Co2As3.

## Eigenschaften

### Morphologie
Korund bildet zumeist eingewachsene, prismatische, steilpyramidale, nach der Basis tafelige, rhomboedrische und selten auch nadelige, oft grobkristalline Kristalle mit einem Gewicht von bis zu 150 kg. Allgemein werden Größen von bis zu einem Meter angegeben. Oft stellen die Kristalle Kombinationen der wichtigsten Grundformen dar. Dazu zählen Prismen wie {1010} und {1120}, Dipyramiden wie {1121}, {2241}, {2243} und {14.14.28.3}, Rhomboeder wie (1011) und (1012), das Basispinakoid {0001} sowie ditrigonale Skalenoeder. Durch das Zusammenwirken mehrerer verschieden steiler Dipyramiden wie {1121}, {1123} und {4483} entstehen spindel- bis tonnenförmig gekrümmte und horizontal gestreifte bis stark geriefte Kristalle.

Tracht und Habitus von Korund-Kristallen (gleiche Farben bedeuten gleiche Flächenformen)
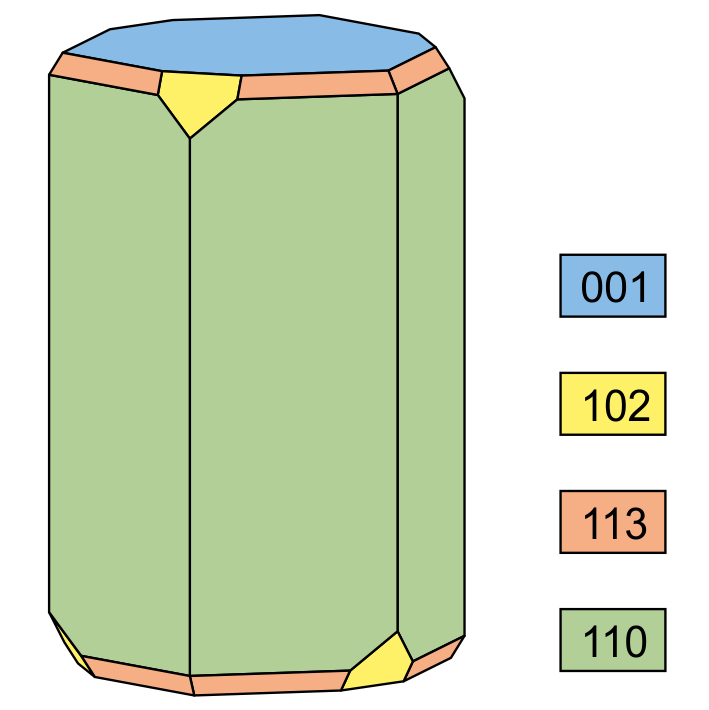
1. langprismatisch nach {1120}
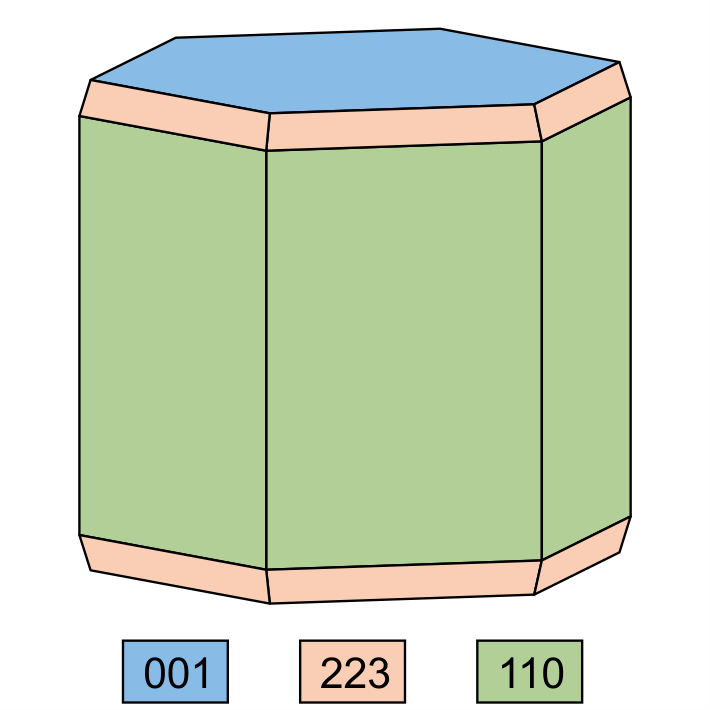
2. prismatisch, von „Ceylon“
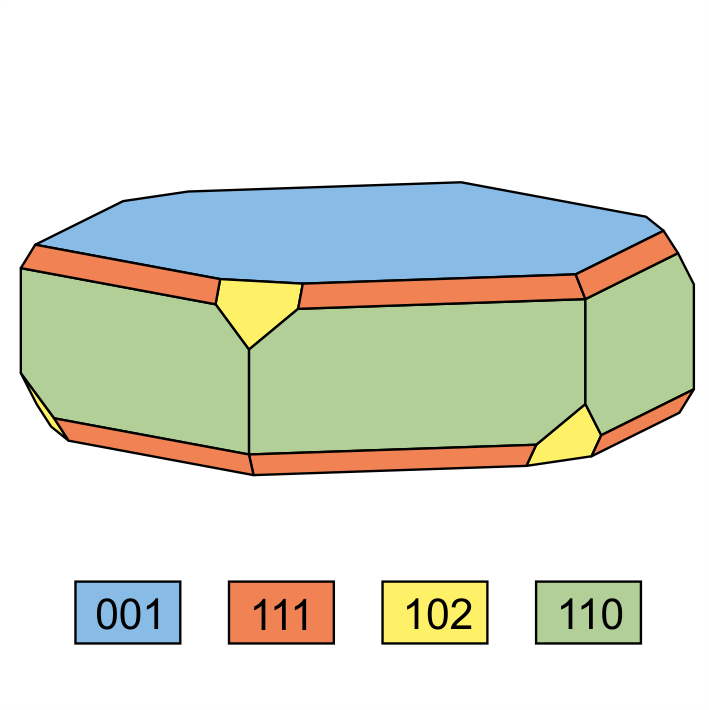
3. kurzprismatisch, aus „North Carolina“
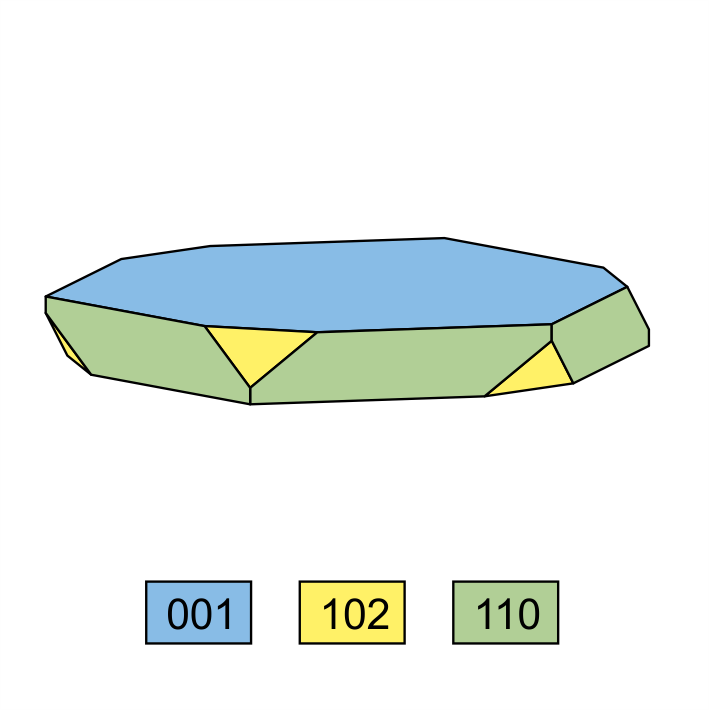
4. flachtafelig
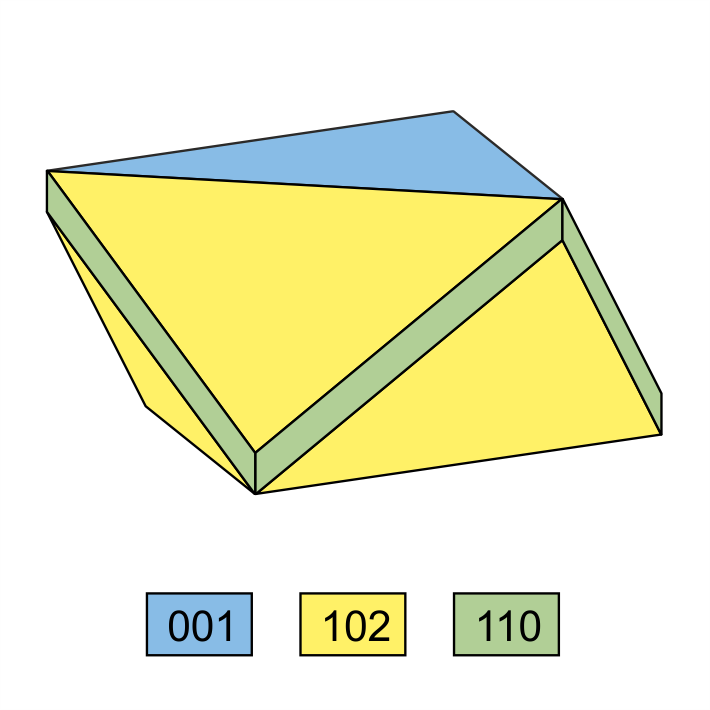
5. rhomboedrisch, aus „Burma“
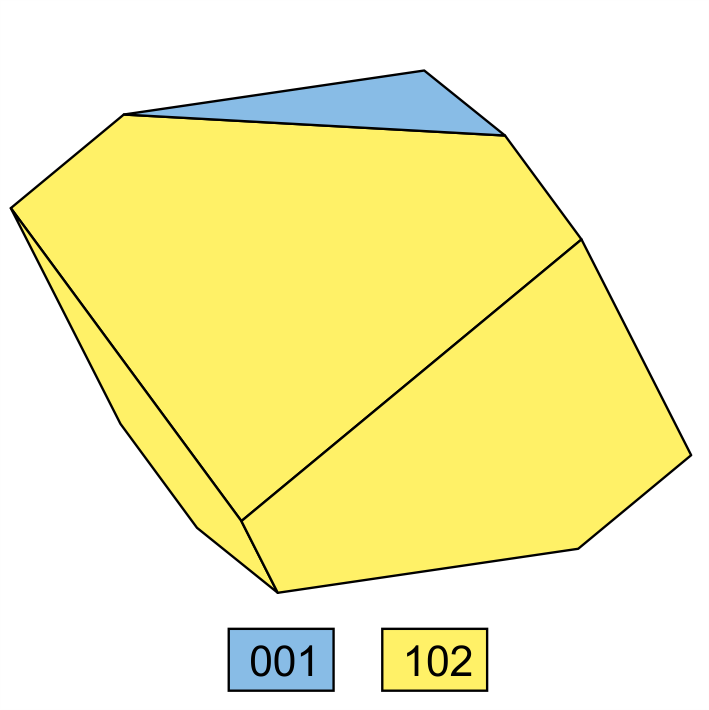
6. rhomboedrisch, flächenarm
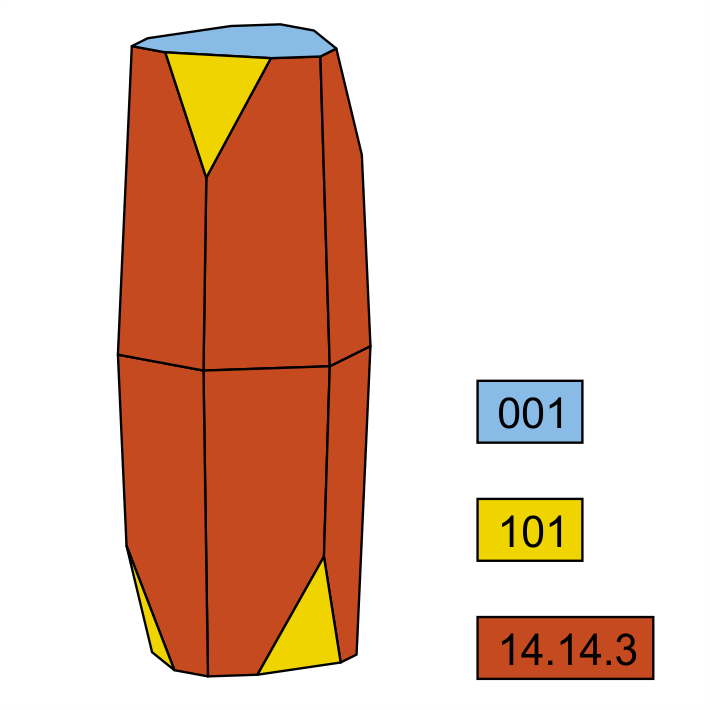
7. steilrhomboedrisch mit {14.14.28.3} als tragender Form
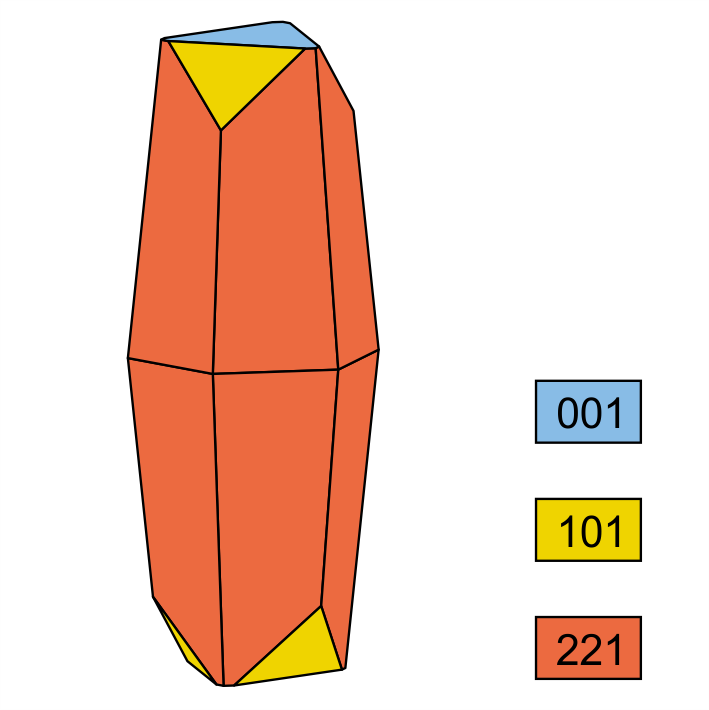
8. steilrhomboedrisch mit {2241} als tragender Form
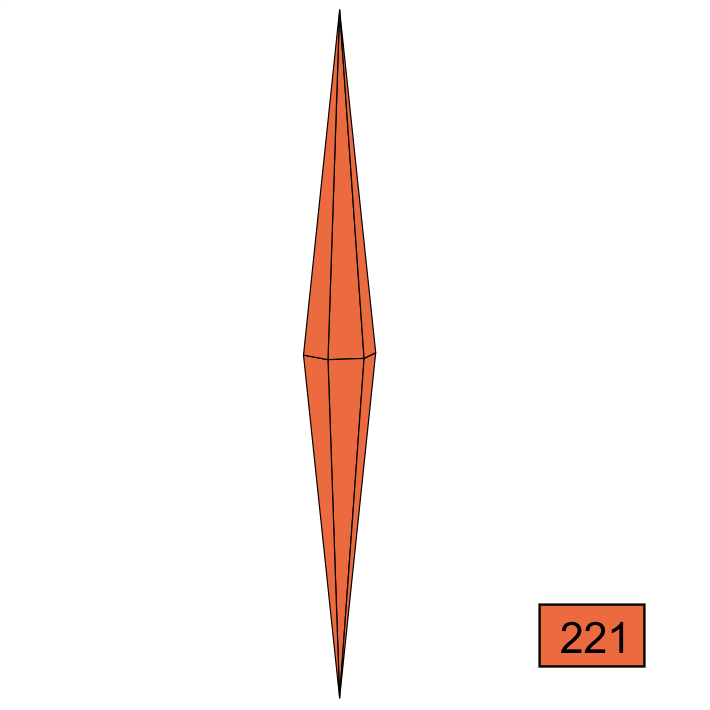
9. steilpyramidal, extrem flächenarm, aus „Selankina“
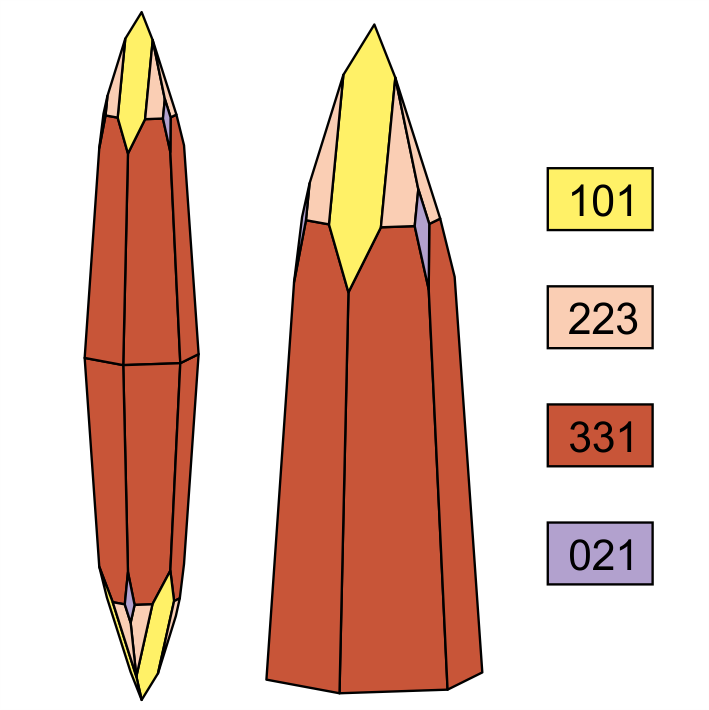
10. steilpyramidal, flächenreich, aus „Chester, Mass.“
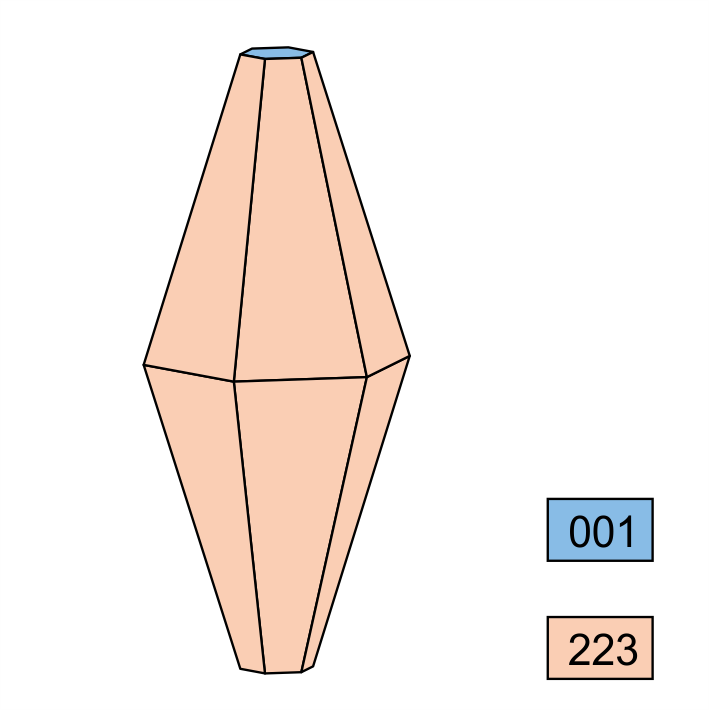
11. pyramidal, flächenarm
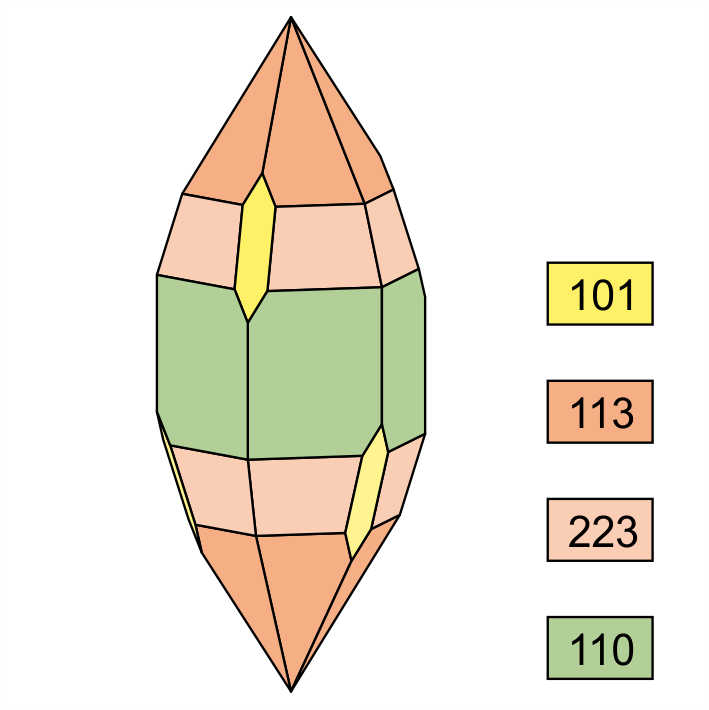
12. spindelförmig, flächenreich
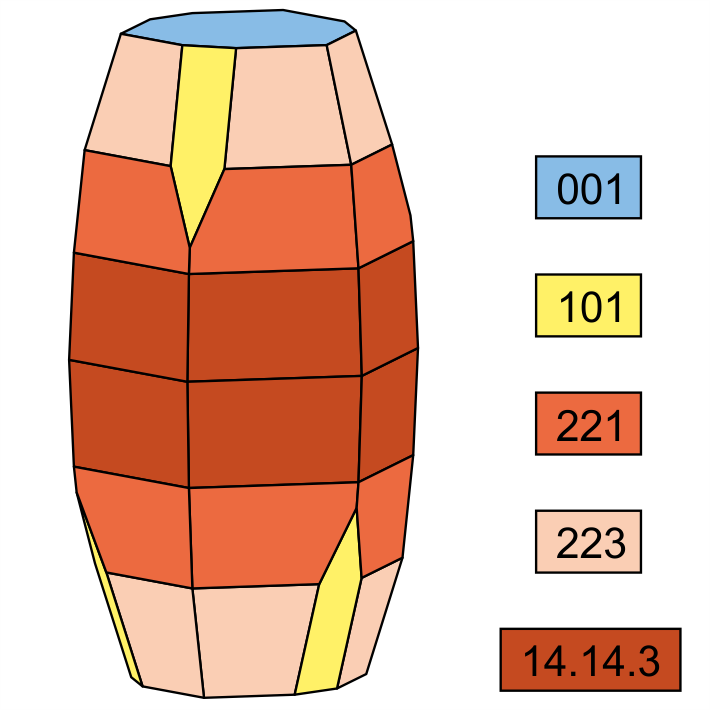
13. flächenreich und tönnchenförmig, aus den „Ilmen Mts.“
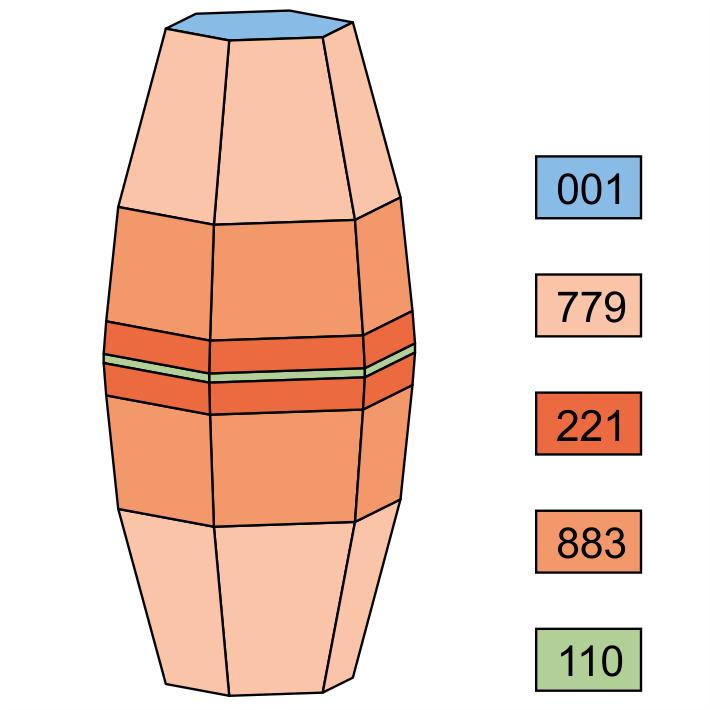
14. flächenreich und tönnchenförmig

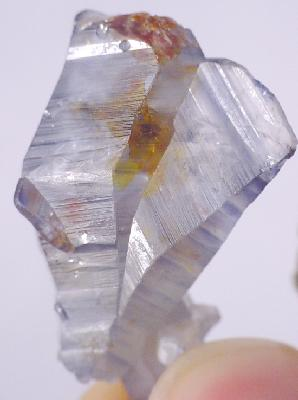
Verzwillingter Korundkristall aus Ratnapura, Sabaragamuwa, Sri Lanka

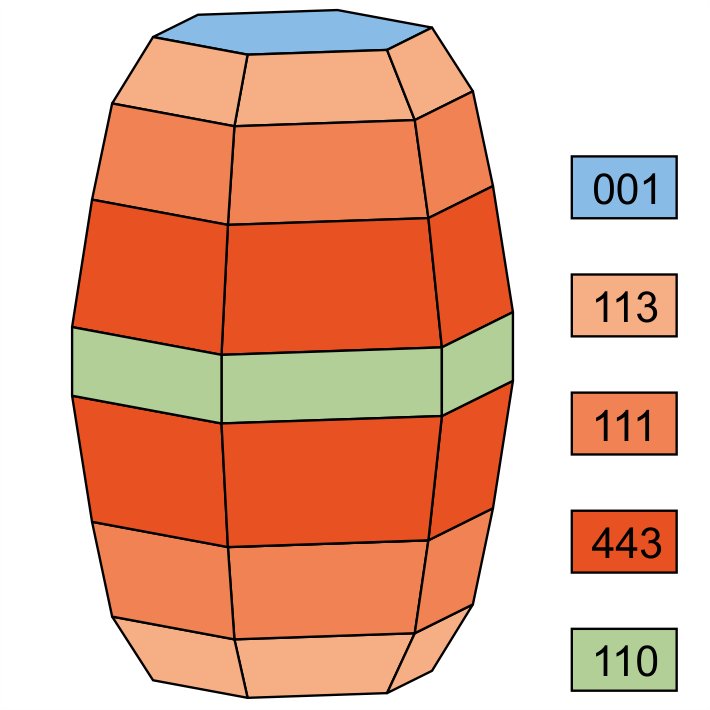
14. flächenreich und tönnchenförmig

Zwillinge mit (1011) als Zwillingsebene treten oft nur in Form eingeschalteter dünner Korundlamellen auf, die eine ausgezeichnete Zwillingsstreifung verursachen. Sind die Lamellen parallel allen Rhomboederflächen eingeschaltet, führt dies zu einer Streifung auf den Flächen des Basispinakoids {0001}. Selten sind Kontakt- oder Penetrationszwillinge nach {0001} oder {1011}. Letztere sind pfeilspitzenförmige Zwillinge aus zwei nach {1120} tafeligen Korundkristallen, wie sie aus dem Transvaal beschrieben worden sind.
Schließlich kommt Korund auch in Form von derben spätigen Massen, in abgerollten Körnern sowie körnig und massiv (gesteinsbildend als Schmirgel) vor.

### Physikalische und chemische Eigenschaften
In reiner Form ist Korund farblos, durch Fremdbeimengungen kann er jedoch grau, braun, rosa bis taubenblutfarben, orange, gelb, grün, blau bis kornblumenblau oder violett gefärbt sowie fleckig oder farbzoniert sein. Korund gilt als Musterbeispiel für ein allochromatisches Mineral.
Nicht alle im Korund enthaltenen Spurenelemente agieren als Chromophor und beeinflussen die Farbe des Korund (z. B. Gallium). Die Färbung des Korunds ist abhängig von der Anwesenheit von Chromophoren und in einigen Fällen (insbesondere bei gelben Farbtönen) auch vom Auftreten von Farbzentren.
Gehalte von Chrom führen zu roten und rosafarbenen Tönen, von Titan und Eisen zu blauen Farben, von Eisen allein zu blauen, grünlichblauen, gelblichgrünen bis gelben Färbungen und von Vanadium zu violetten Farbtönen (mit Farbwechseleffekt). Entsprechende Mischungen von Chromophoren können bis auf rein grüne Farben, die nur für synthetischen Korund bekannt sind, nahezu alle Farbtöne des Spektrums erzeugen.
Die einzelnen Farbtöne werden durch die im Folgenden genannten Mechanismen verursacht:
Violett: durch Fe2+-O-Ti4+-Ladungstransfer, koexistierend mit Cr3+ in oktaedrischer Koordinierung. Blau: durch Fe2+-O-Ti4+-Ladungstransfer mit Einfluss eines Fe2+ → Fe3+-Ladungstransfers. Grün: durch Fe3+ in oktaedrischer Koordinierung, koexistierend mit Fe2+ → Ti4+-Ladungstransfer sowie Ti3+ und Cr3+ in oktaedrischer Koordinierung. Gelb: durch O2− → Fe3+-Ladungstransfer; durch Fe3+ und Ti3+, was zu einer Vielzahl von instabilen Farbzentren unbekannter Struktur führt; durch Fe3+-Paare. Orange bis orangebraun: durch Cr3+ in oktaedrischer Koordinierung und Farbzentren; mit Beteiligung von Fe3+. Orangerosa („Padparadscha“): durch Cr3+ in oktaedrischer Koordinierung und Farbzentren, Cr4+ in oktaedrischer Koordinierung durch Substitution von Cr4+ und Mg2+ für Al3+ in der Kristallstruktur. Rot (Rubin): durch Cr3+ in oktaedrischer Koordinierung mit untergeordneter Beteiligung von V3+ und Fe3+ in oktaedrischer Koordinierung. Rosa: durch Cr3+ in oktaedrischer Koordinierung. Farbwechsel: durch Cr3+ und/oder V3+ in oktaedrischer Koordinierung in einem besonderen Konzentrationsbereich.
Unabhängig von der Farbe ist die Strichfarbe des Korunds – in diesem Falle besser die Farbe seines Pulvers – immer weiß.
Die Oberflächen der durchscheinenden bis durchsichtigen Kristalle weisen einen glas- bis diamantartigen, oft etwas fettigen Glanz auf, was gut mit den Werten für die Lichtbrechung übereinstimmt. Die Kristalle zeigen auf der Basis und auf Absonderungsflächen häufig Perlmuttglanz; Sternsaphire/Sternrubine und Saphir-/Rubin-Katzenauge weisen durch eingeschlossene Rutilnadeln Seidenglanz auf.
An den Kristallen des Korunds wurden hohe Werte für die Lichtbrechung (nω = 1,767 bis 1,772; nε = 1,759 bis 1,763) mit deutlichem Relief und ein niedriger Wert für die Doppelbrechung (δ = 0,008 bis 0,009) identifiziert.
Die höchsten Werte für die Lichtbrechung (nω = 1,768 bis 1,780; nε = 1,760 bis 1,770; δ = 0,008 bis 0,010) wurden bisher an Rubinen aus Malawi gemessen.

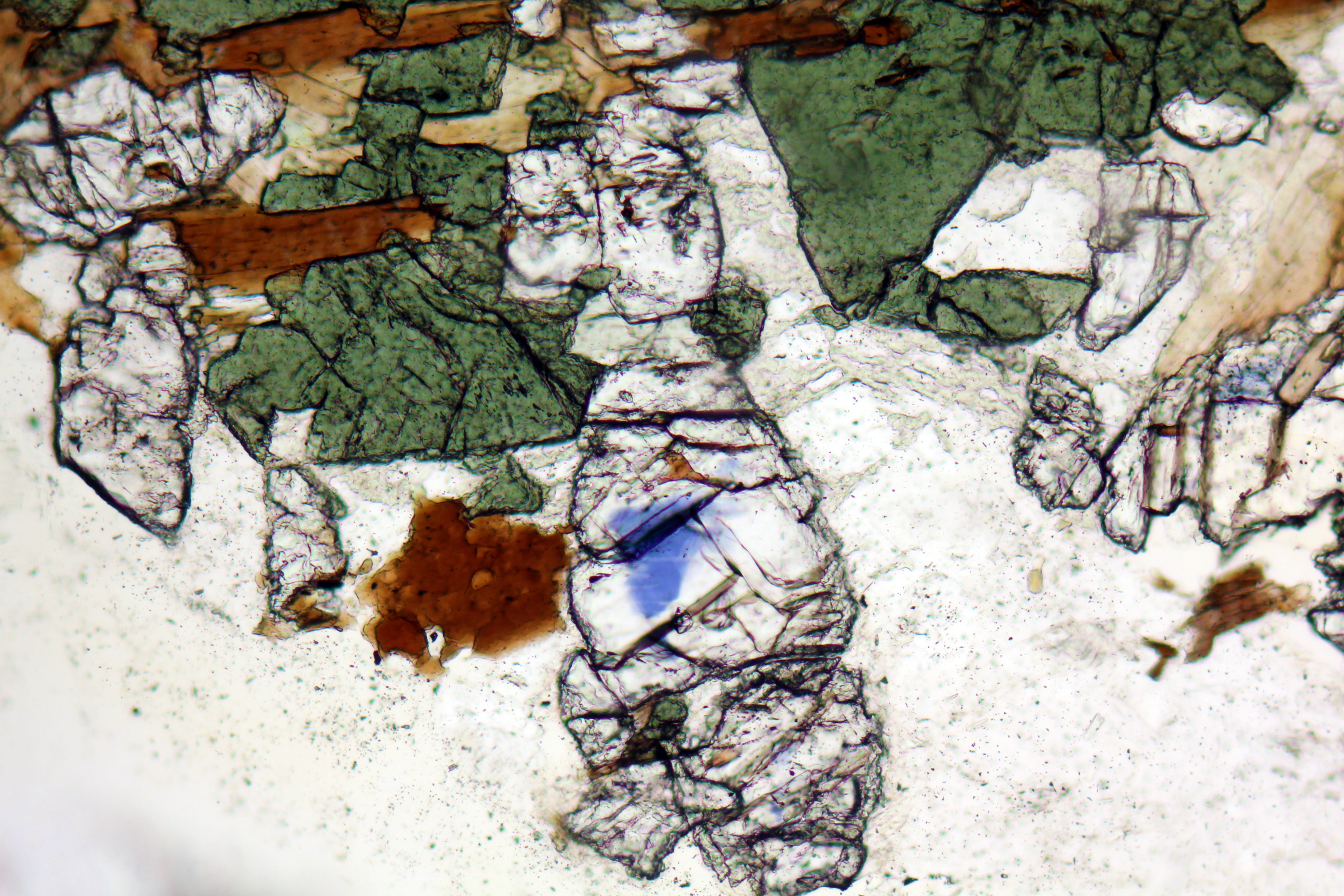
Korund (blauer Kern), Biotit (braun) und Hercynit (grün) in einer Mafic Microgranular Enclave im Granit von S. Andrea, Elba, Italien. Sichtfeld 2 mm.

Im durchfallenden Licht ist Korund farblos, blassbläulich oder rötlich und ist durch sein deutliches Relief und seine – wie beim Quarz – grauen Interferenzfarben der ersten Ordnung erkennbar. Unter dem Mikroskop kann das Mineral insbesondere bei farbigen Steinen einen deutlichen bis starken Pleochroismus von O = blass- bis tiefblau nach E = blaugrün bis gelbgrün oder von O = tiefviolett nach E = blassgelb zeigen.
Farbige Korunde zeigen stärkeren Pleochroismus, so z. B. Rubin von intensiv violettrot nach heller orangerot, blauer Saphir von violettblau nach heller grünlichblau, orangefarbener Saphir von orange nach heller gelbbraun oder blassorange, violetter (rotblauer) Saphir von violett nach orange, gelber Saphir von gelb nach blassgelb, grüner Saphir von grün nach blaugrün und gelbgrün sowie rosa Saphir von rosa nach blassrosa oder mehr rot.
Korund besitzt scheinbar eine vollkommene Spaltbarkeit nach {1012} sowie eine weniger deutliche Spaltbarkeit nach {0001}, die beide lediglich Absonderungen nach den Zwillingsflächen infolge entmischten Böhmits (Teilbarkeit nach dem Rhomboeder) darstellen. Er bricht aber aufgrund seiner Sprödigkeit ähnlich wie Quarz oder Vesuvian, wobei die Bruchflächen muschelig bis splitterig ausgebildet sind. In derben Massen ist Korund nicht spröde, sondern im Gegenteil sehr zähe. Korund stellt das Referenzmineral auf der Mohs’schen Härteskala für die Mohshärte 9 dar. Es ist nach Diamant (C, Härte 10) und den sehr seltenen Mineralen Moissanit (SiC, Härte 9,5) und Qingsongit (kubisches BN, Härte 9–10) das vierthärteste Mineral. Er zeigt eine deutliche Härteanisotropie mit einer in Richtung der Hauptachse geringeren Härte als in die anderen Richtungen. Die gemessene Dichte für Korund beträgt 3,98 bis 4,10 g/cm³, die berechnete Dichte 3,997 g/cm³.
Chromhaltiger Korund zeigt eine intensive Fluoreszenz, auch in blauen und gelblichen Steinen. Orange-, pfirsich- oder aprikosenfarbene Fluoreszenz wird durch Überlagerung der durch Cr3+ verursachten Fluoreszenz mit einer grünlich-gelben Fluoreszenzbande hervorgerufen, die wohl auf Defektzentren zurückgeht. Aufgeschlüsselt nach der Wellenlänge ist für Korund im langwelligen UV-Licht (λ = 365 nm) sehr häufig eine sehr starke rote Fluoreszenz und im kurzwelligen UV-Licht (λ = 254 nm) häufig eine mittelstarke rote, violettrote, violettrosa- oder orangefarbene Fluoreszenz festzustellen. Häufig wird auch ein Nachleuchten (Phosphoreszenz) beobachtet.

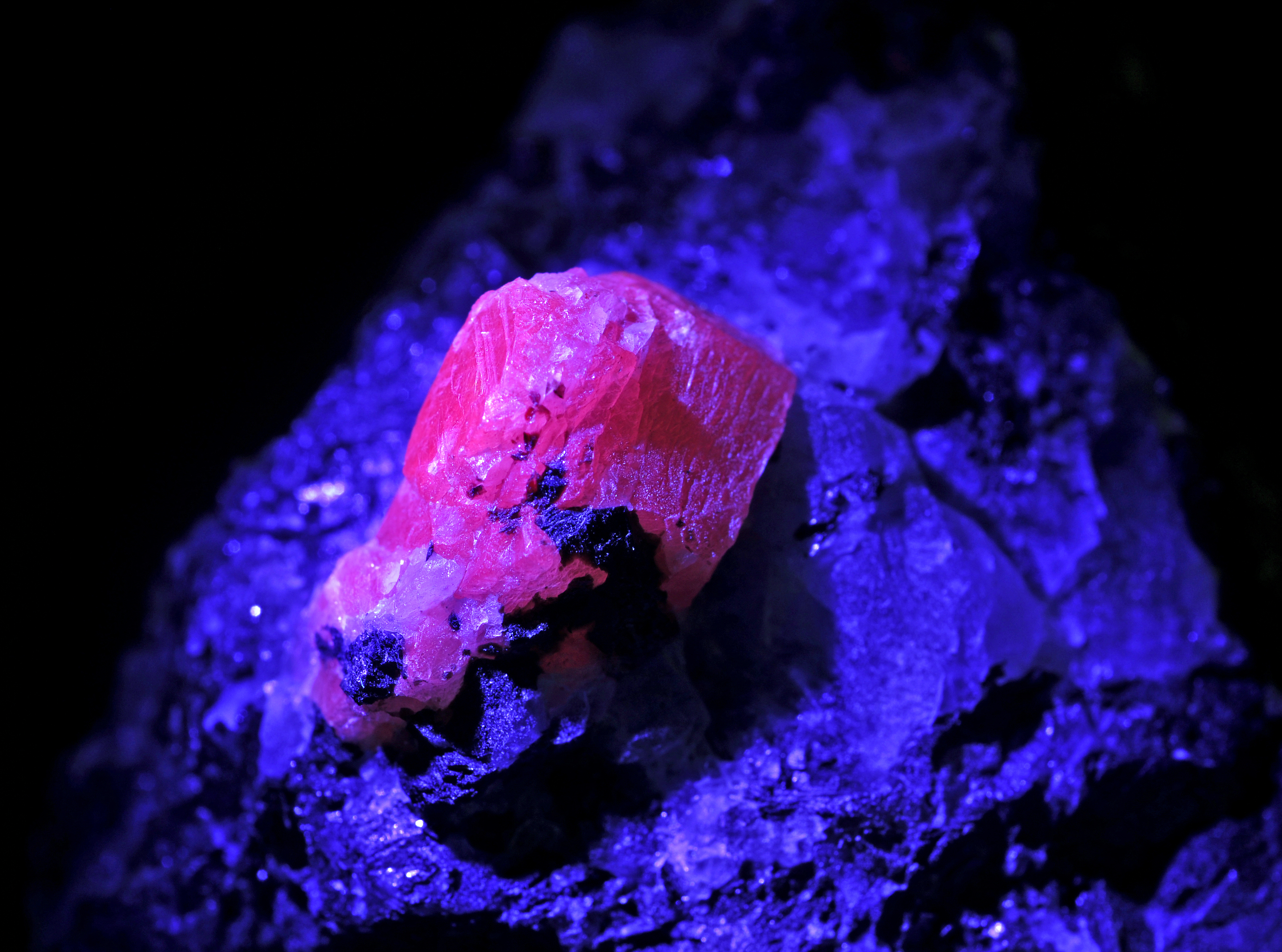
Korund unter langwelligem UV-Licht mit intensiver roter Fluoreszenz. Insel Chit bei Poljarnyj Krug, Nordkarelien, Russland.

Die Farbe und Stärke der Fluoreszenz variiert mit dem Fundort, wofür v. a. der Fe-Gehalt verantwortlich sein soll.
- Rubin aus Myanmar: Intensiv rot durch Cr. Die besten Steine fluoreszieren in starkem Sonnenlicht.
- Rubin aus Thailand: Weniger intensiv rot durch Cr + Fe. Wenn wärmebehandelt, dann gelegentlich auch fleckige blaue Fluoreszenz.
- Rubin aus Sri Lanka: Starke orangerote Fluoreszenz im langwelligen UV-Licht, weniger stark in kurzwelligem UV-Licht (Cr).
- Rosa Saphir: Wie oben
- Padparadscha: Wie oben. Wärmebehandelte Steine können stark rötlichorange in kurz- und langwelligem UV-Licht fluoreszieren.
- Grüne und der Großteil der gelben Saphire: Keine Fluoreszenz (Fe + Ni + Ti).
- Blaue Saphire: Keine (der Großteil, durch Fe + Ti) bis rote oder orangefarbene Fluoreszenz (Kashmir, Sri Lanka, Montana) im langwelligen UV-Licht. Wärmebehandelte Steine können eine mattgrüne Fluoreszenz im kurzwelligen UV-Licht zeigen.
- Farblos: Moderate hellrote bis orangefarbene Fluoreszenz.[39]

Sehr typisch für Korund ist die seit langem bekannte Thermolumineszenz. Schon bei geringer Wärmezufuhr leuchten rote Korunde gelb und trübe graue Korunde bläulich. Unter dem Einfluss von Kathodenstrahlen geben Korunde ein rotgelbes Licht ab, künstliche Rubine zeigen dies nicht.
Korund bleibt vor dem Lötrohr unverändert, ist jedoch mit Sauerstoff zu einer rötlichen Perle mit kristalliner Oberfläche schmelzbar. In Borax und Phosphorsalz ist er langsam zu einem klaren, nicht opalisierendem Glas löslich, das bei Abwesenheit von Eisen auch farblos bleibt. Auch von Soda wird er nicht angegriffen. Das feine Mineralpulver wird nach längerem Erhitzen mit Kobaltlösung in der Oxidationsflamme blau. Von Phosphorsäure, H3PO4, bei deren Erhitzung bis zu anfangender Verflüchtigung vollkommen aufgelöst. Löslich in Schwefelsäure beim Erhitzen im geschlossenen Glasröhrchen in einem Gemisch von acht Teilen SO3 und drei Teilen Wasser auf 210 °C. Mit Kaliumdisulfat leicht schmelzbar zu einer in Wasser löslichen Masse.
Der Schmelzpunkt des Korunds liegt bei 2040 °C. Bei 25 °C betragen die Wärmeleitfähigkeit 41,9 W/(m·K) und die Wärmekapazität 754 J/(kg·K).
Roter Edelspinell kann, insbesondere im abgerollten Zustand in Seifen, optisch sehr ähnlich sein, was in früheren Zeiten immer wieder zu Verwechslungen führte. Auch der Rubin des Schwarzen Prinzen, der sich oberhalb des Cullinan II in der Imperial State Crown, Bestandteil der Britischen Kronjuwelen, befindet, ist lediglich ein polierter, 5 cm hoher Spinell. Solche blassroten und rosafarbenen Spinelle wurden als „Balasrubin“ (Rubis balais) bezeichnet, jedoch sollte diese irreführende Bezeichnung nicht mehr verwendet werden.
Korund und vor allem Rubin lassen sich anhand von Härte, Dichte und den optischen Eigenschaften leicht von allen anderen (roten) Mineralen unterscheiden.

## Modifikationen und Varietäten
Korund ist eine Modifikation von Aluminiumoxid (α-Al2O3). Neben Korund existieren drei weitere Polymorphe. Deltalumit ist das tetragonale Analogon zum trigonalen Korund. Weitere Polymorphe sind die noch unbenannten Phasen UM1990-23-O:Al, θ-Al2O3, und UM1990-24-O:Al, σ-Al2O3.
Seit langer Zeit werden die Farbvarietäten (farbliche Spielarten durch geringe metallische Beimengungen) des Korunds mit eigenen Namen bedacht.
Dabei werden rote Korunde „Rubin“ und rosa-orangefarbene Korunde „Padparadscha“ genannt. Alle anderen farbigen Korunde werden als „Saphir“ bezeichnet.

### Farbvarianten durch Fremdionen
- Rubin – kräftig rot („taubenblutrot“) durch Chrom (1–2,5 % Cr2O3)[28]
- Saphir – tiefblau durch Eisen und Titan, ferner alle Farben außer rot; braun durch Eisen, grau, rosa, gelb, grün, violett
- Padparadscha – rosa-orangefarben. Name nach singhalesisch padma raga, der Farbbezeichnung für eine lokale Lotusblume.[46]
- Leukosaphir oder Wassersaphir ist farbloser Saphir.[47]

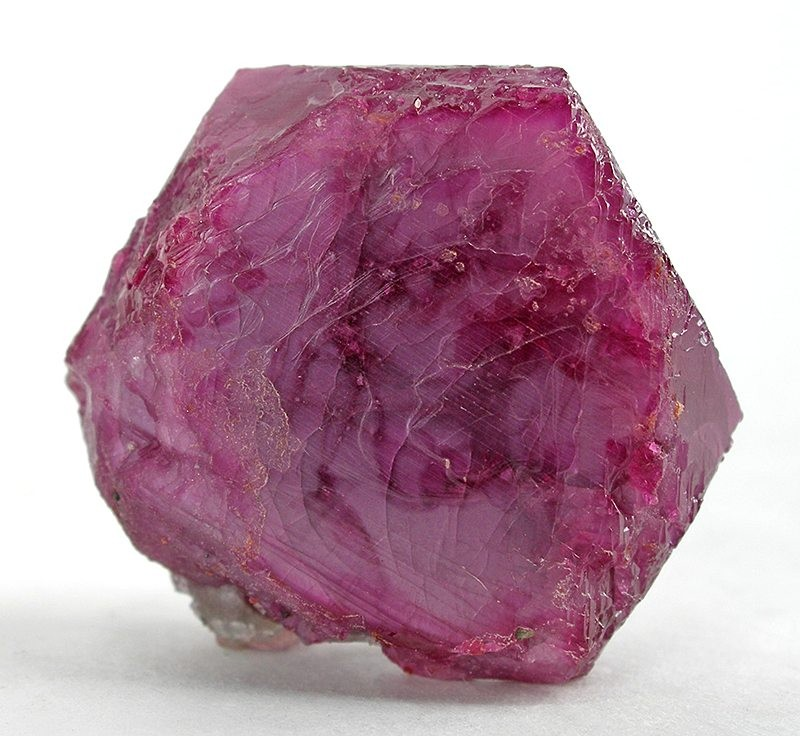
Rubin aus Mogok, Mandalay, Myanmar
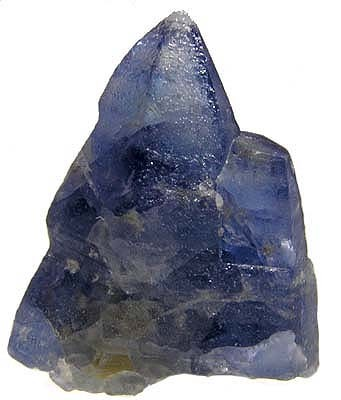
Blauer Saphir von Mogok, Mandalay, Myanmar
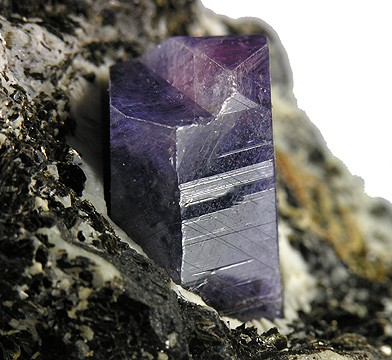
Blauvioletter Saphir aus Zazafotsy, Fianarantsoa, Madagaskar
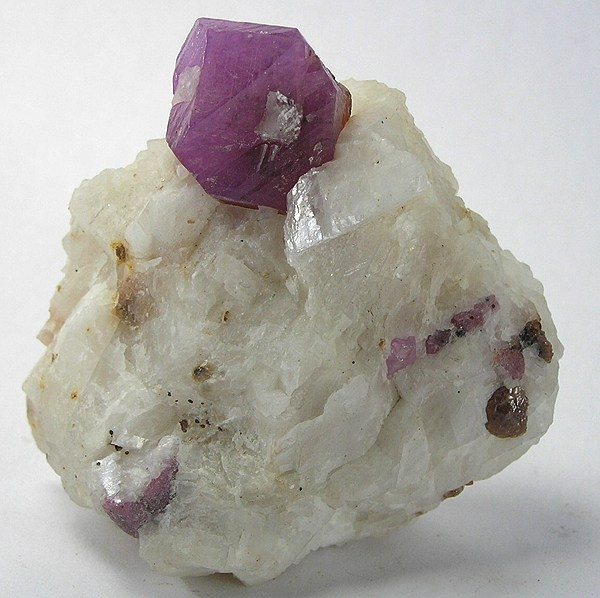
Lavendelfarbener Saphir aus dem Hunza-Tal, Gilgit-Baltistan, Pakistan
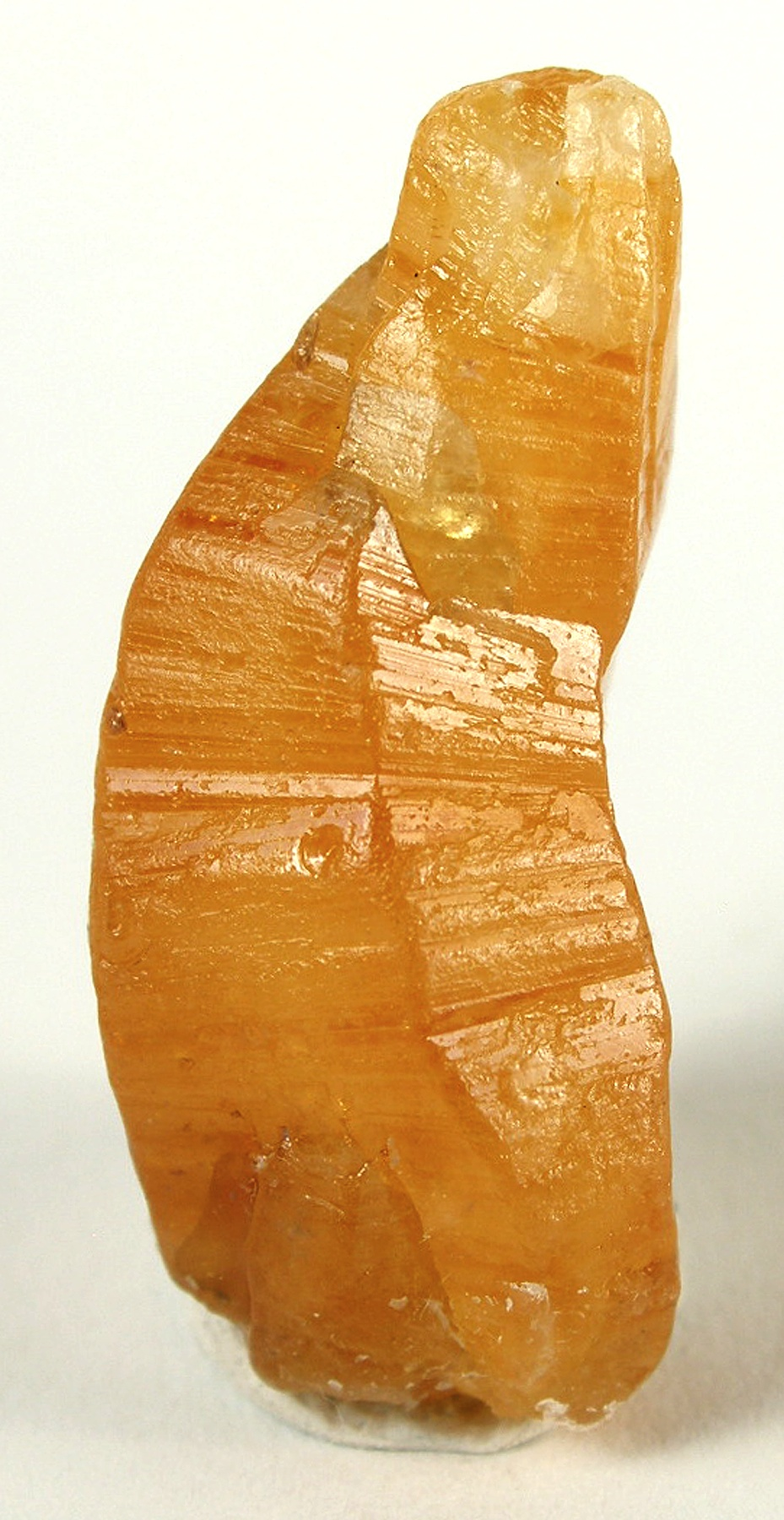
Gelborangefarbener Saphir aus Ratnapura, Sri Lanka
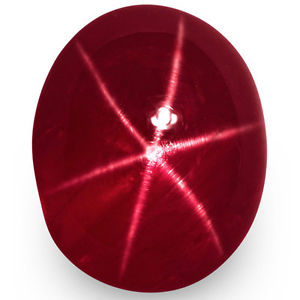
Sternrubin – Cabochon mit Asterismus
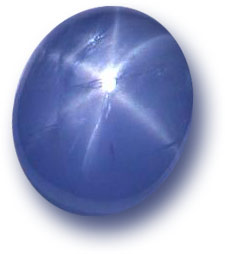
Sternsaphir – Cabochon mit Asterismus
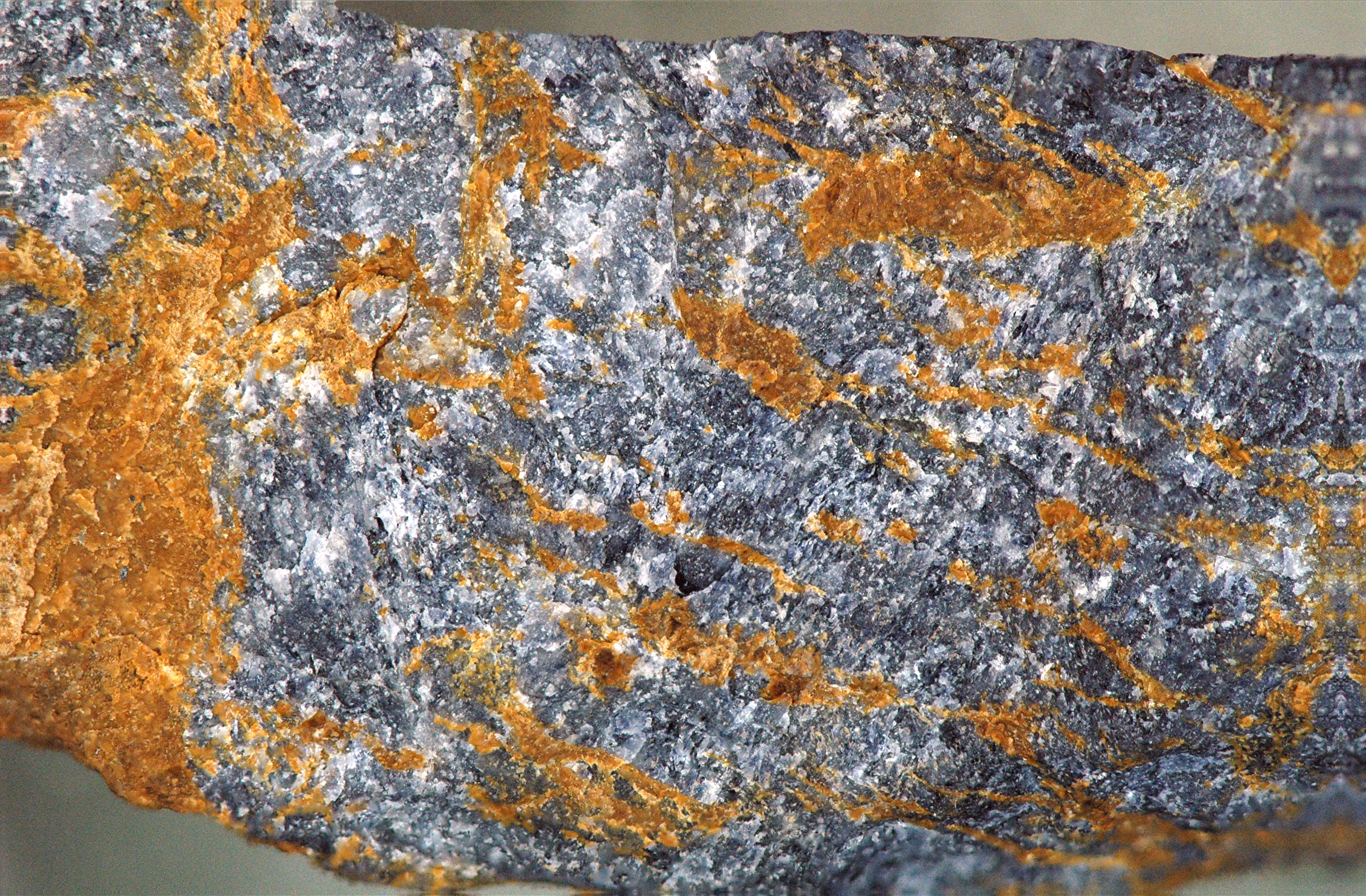
Schmirgel von der Insel Naxos, Griechenland
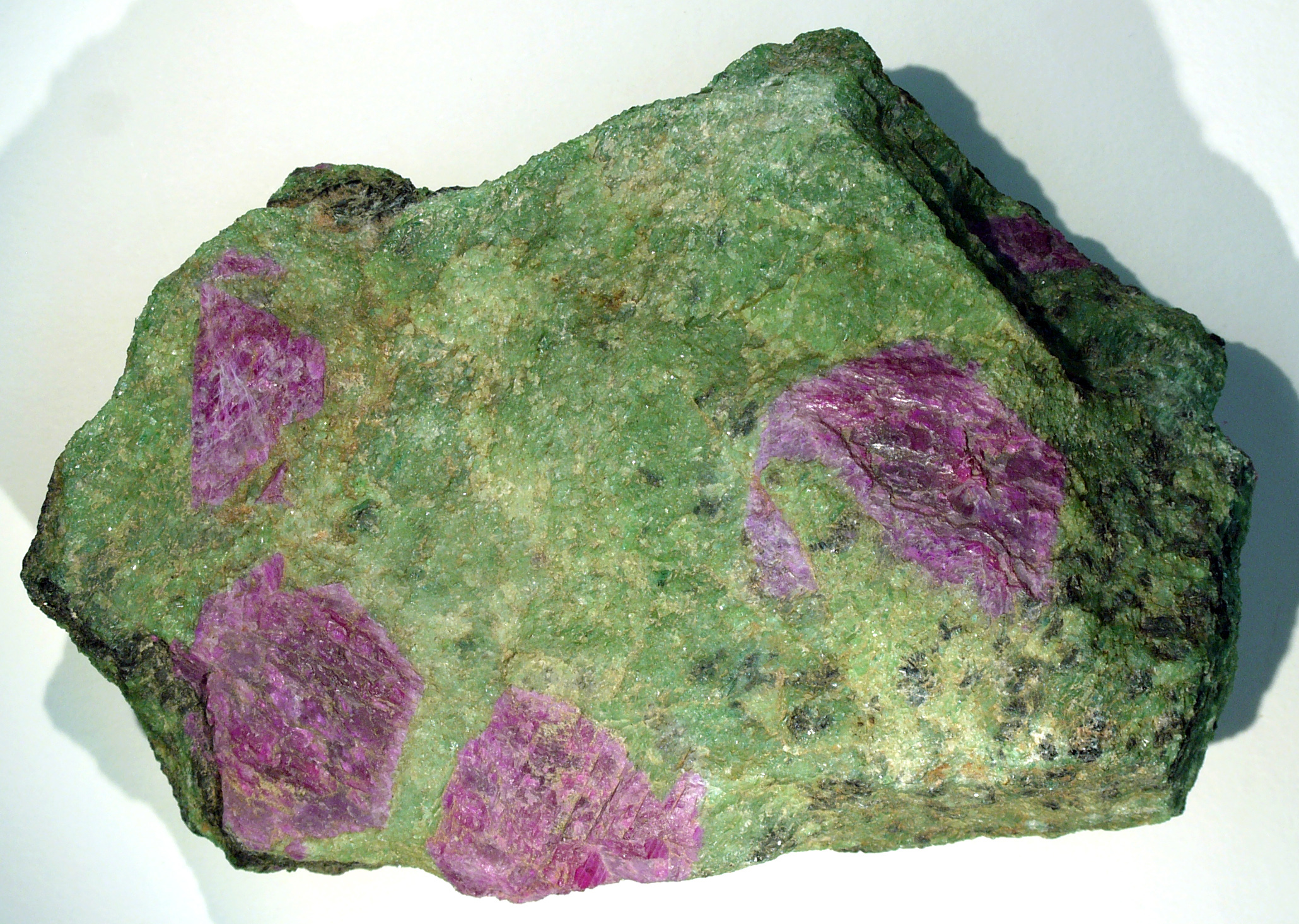
Rubin und Zoisit als Anyolit

Weitere – zum Teil überflüssige – Farbbezeichnungen von Korund:
- Blue Alexandrite (deutsch: Blauer Alexandrit) ist ein Handelsname für blau/violett farbwechselnde Saphire.[29]
- Mit Barklyit wird eine magentafarbene Rubinvarietät bezeichnet,[8] die ursprünglich zuerst aus Victoria, Australien, bekannt wurde.[29]
- Chlorosaphir (von altgriechisch χλωρὀς chloros, deutsch ‚grün‘) ist ein grüner Edelkorund aus den Auswürflingen des Siebengebirges genannt worden.[48]
- Indigosaphir (oder Luchs-Saphir bzw. Katzen-Saphir) werden nach Max Bauer sehr dunkle Saphire genannt.[47]
- Ledo frozen fire wird eine Fe-Ti-reiche blaue Edelsteinvarietät von Korund genannt.[29]
- Orientalischer Amethyst ist eine violette Edelsteinvarietät von Korund.[47]
- Orientalischer Smaragd ist eine grüne Edelsteinvarietät von Korund.[47]
- Orientalischer Topas ist eine gelbe Edelsteinvarietät von Korund.[47]
- Padmaragaya ist ein Handelsname für eine gelbe Edelsteinvarietät von Korund.[8][29]
- Anthrax (nicht zu verwechseln mit der Krankheit Anthrax) werden neben bestimmten Rubinen auch rote Spinelle („Rubinspinell“)[49] oder Granate[50] genannt.
- Mit Soimonit wurden von Johann Nepomuk von Fuchs 1823 zu Ehren des Senators Soimonow dunkelsaphirblaue Korundkristalle aus den Seifen der Barsowka in der Oblast Tscheljabinsk im südlichen Ural bezeichnet.[13][14]

### Varietäten durch Einschlüsse
- Sternsaphir und Sternrubin sind entsprechende Korunde mit Asterismus. Orientiert, d. h. parallel zu den a-Achsen, eingelagerter nadeliger Rutil oder Hämatit-Ilmenit bedingt eine mehr oder weniger perfekte, sechsstrahlig-sternförmige Reflexion, die beim Bewegen des Steins über die Oberfläche gleitet.[17] Sehr selten sind zwölfstrahlige Sterne, die durch Kombination beider Einschlusstypen entstehen.[17][39]
- Italienischer Girasol, Saphirkatzenauge, ist ein opalisierender Saphir mit einem rundlichen Lichtschein an Stelle des Sterns.[9] Ihn hatte schon Anselmus de Boodt 1609 („De Asteria [Germanice Sternstein], aut Solis gemma, Italis Girasole“) erwähnt.[51]
- Trapiche-Rubin (von spanisch trapiche ‚Zuckermühle‘) sind orientierte, räderartige Verwachsung mehrerer prismatischer Rubin-Kristalle. Von einem Kern gehen sechs gelbe, weiße oder schwarze „Arme“ aus, die einen Stern bilden, wodurch zwischen den Armen sechs dreieckige oder trapezförmige Sektoren entstehen. Die Arme der sechsstrahligen Sterne bestehen aus Korund, Carbonaten wie Calcit und Dolomit oder winzigen, nicht identifizierten K-Al-Fe-Ti-Silikaten. Derartige Merkmale sind typisch für dendritisches Kristallwachstum wie z. B. in Schneeflocken. Die Trapiche-Rubine stammen aus Myanmar und Vietnam.[52][53][54]

### Andere Korund-Varietäten
- Chromian Corundum (deutsch: Chromkorund) ist ein unnötiger Name für einen chromhaltigen Korund, da die meisten Korunde chromhaltig sind.[29]
- Diamantspat (englisch Adamantine Spar) ist eine seidenglänzende, braune Korund-Varietät.[29]
- Als Hard spar, deutsch: Hartspat, ist neben Andalusit auch Korund bezeichnet worden.[8]

### Künstlich erzeugte Korunde mit Eigennamen
- Alundum ist ein künstlich erzeugter, als Schleifmittel verwendeter Korund.[29]
- Als Zircolith wird ein künstlich hergestellter weißer Korund bezeichnet.[8]

### Korundhaltige Gesteine mit Eigennamen
- Schmirgel, auch Schmergel, Smergel, Smirgel, Smiris oder Smyris, ist ein feinkörniges Gemenge von Korund mit Magnetit, Hämatit, Ilmenit und Quarz und damit keine Varietät, sondern ein Gestein. Es findet sich in Form von großen Gesteinsmassen vor allem auf der griechischen Insel Naxos.[28] Angeblich stammt das Material aus Smyrna (heute Izmir), deshalb von Pedanios Dioskurides als altgriechisch Σμύρις Smiris, deutsch ‚Smyrna‘ bezeichnet.[12] Bei „Naxium“ oder „Naxium ex Armenia“ handelt es sich um dasselbe, bereits bei Plinius[10] beschriebene Material.
- Anyolit (auch Anyolith, Rubinzoisit oder Zoisitfels) ist ein metamorphes Gestein, welches neben rotem, undurchsichtigem Korund (Rubin) aus grünem Zoisit und oft schwarzen Mineralen der Amphibolgruppe (meist Tschermakit) besteht.[37]
- Goodletit ist ein aus Fuchsit, Margarit und den Korundvarietäten Rubin und Saphir bestehendes, farbenprächtiges metamorphes Gestein von der Südinsel Neuseelands.[55]

## Bildung und Fundorte

### Bildungsbedingungen

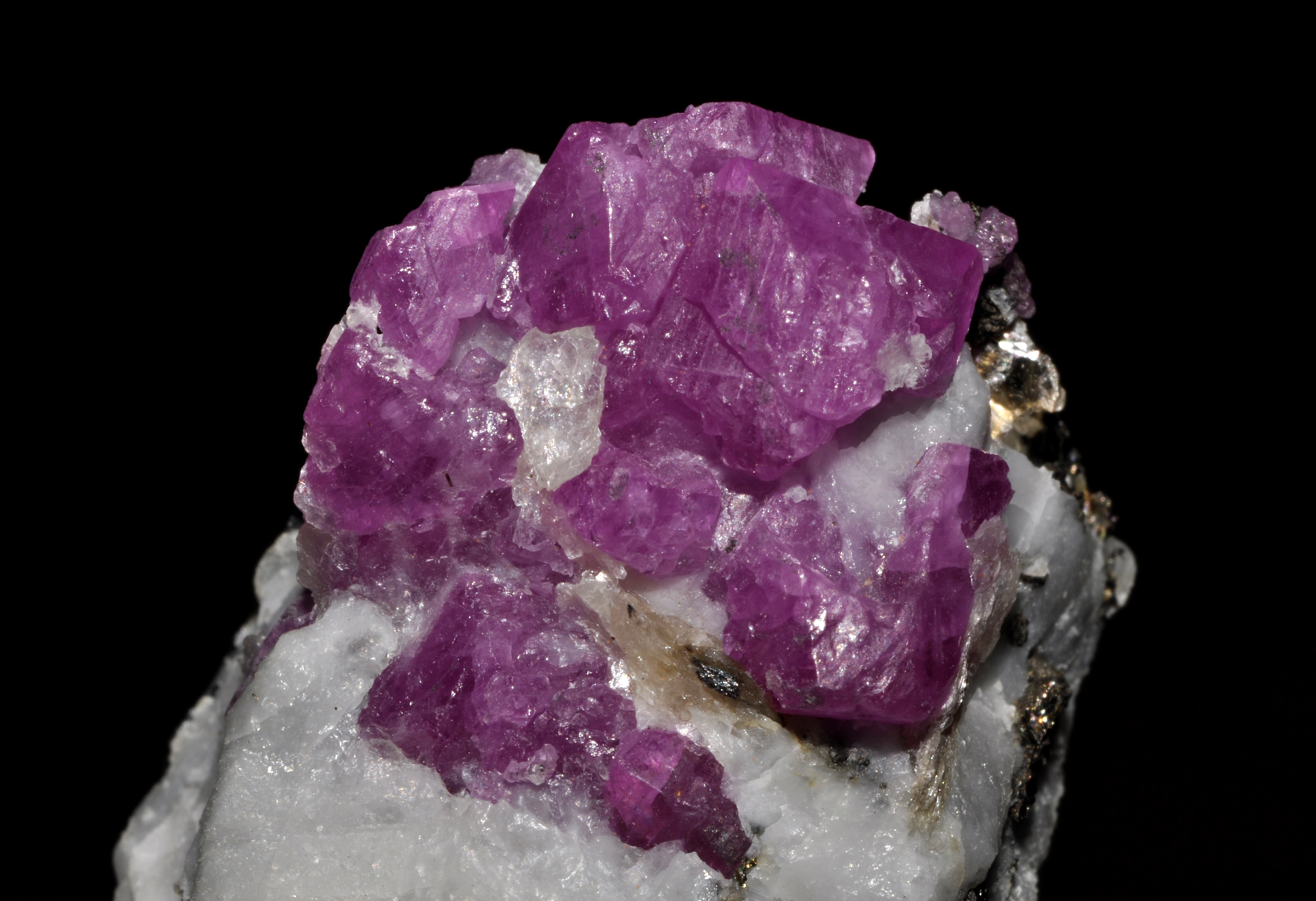
Rubin in Begleitung von Pyrit auf Marmor aus Lục Yên, Vietnam

Für Korund sind Al-reiche, Si-untersättigte geologische Umgebungen charakteristisch. Man findet ihn:
- Als Nebengemengteil von Alkaligesteinen und in Form von großen eingewachsenen Kristallen in Syeniten, Monzoniten und Nephelinsyeniten sowie deren (meist quarzfreien) Pegmatiten wie z. B. in Ontario/Kanada.[30][28][32][16]
- Als Nebengemengteil in Peridotiten wie z. B. in North Carolina und Georgia in den USA, im Anorthosit von Kyschtym im Ural mit 47 % Korund, 38 % Plagioklas (An86), 10 % Biotit; im Hornblendegabbro von „Cima di Foggio“ in der Ivrea-Zone im Tal Valsesia, Italien, mit 12 % Korund.[28]
- Primär oder als Reaktionsprodukt in eklogitischen Xenolithen in Kimberliten.[16]
- In intramagmatischen Titanomagnetit-Lagerstätten wie z. B. Ruoutevare, Kvikkjokk bei Jokkmokk, Lappland, Schweden.[28]
- Während der Kontakt- und Regionalmetamorphose entstanden aus SiO2-armen Ausgangsgesteinen Smirgel-Gesteine aus Korund, Magnetit, Hämatit, Ilmenit und Quarz, so z. B. bei Izmir (Smyrna)/Kleinasien und auf Naxos.[30][28][16] Daneben auch in anderen metamorphen Gesteinen wie Dolomit oder Marmor.[28]
- In Mineralvergesellschaftungen mit fortgeschrittener argillitischer und hydrothermaler Alteration.[32][16]
- Korund ist an der Erdoberfläche chemisch nicht angreifbar. Infolge seiner Verwitterungsbeständigkeit, großen Härte, fehlenden Spaltbarkeit und der gegenüber anderen Silikaten etwas höheren Dichte ist er in Verwitterungsrückständen und Seifen angereichert.[30][27][28][32][16] Berühmte Edelsteinseifen mit Rubin und Smaragd am Adam’s Peak auf Sri Lanka und bei Mogok in Myanmar.

Typische Begleitminerale des Korunds sind, abhängig vom Muttergestein (hier im Sinne von Gestein, das nutzbare Minerale beziehungsweise Edelsteine enthält), die Feldspäte Anorthit und Oligoklas, Nephelin, Skapolith (in Syeniten); Spinell, Rutil, Chondrodit, „Hornblende“, Phlogopit, Calcit (in metamorphosierten Kalksteinen); Kyanit, Sillimanit, Dumortierit, „Chlorit“ (in Schiefern); Pyrop-reiche Granate, Spinell, Phlogopit, omphacitische Klinopyroxene, Kyanit, Rutil, Graphit, Diamant (in eklogitischen Xenolithen); Hämatit, Magnetit, Spinell, Cordierit, Högbomit, Granat (in Schmirgellagerstätten). In Seifen wird das Mineral häufig mit anderen stabilen Schwermineralen wie Granat, Spinell, Zirkon, Rutil, auch Smaragd, Turmalin, Topas und Kyanit angetroffen.
Als häufige Mineralbildung konnten Korund und seine Varietäten weltweit bisher (Stand: 2018) an rund 1500 Fundorten nachgewiesen werden. Bekannt durch ihre außergewöhnlichen Korundfunde wurden unter anderem das Flüsschen „Sudimani Spruit“ am „Manuel’s Kop“ bei Greater Letaba im Mopani District, Provinz Limpopo in Südafrika, wo ein 68,58 cm großer und 152 kg schwerer Kristall (heute im Museum des Geological Survey in Pretoria) geborgen wurde, und Bancroft in der kanadischen Provinz Ontario mit einem Kristallfund von rund 30 kg Gewicht.

### Fundorte
Eine Typlokalität ist für das Mineral nicht definiert. Angesichts der sehr großen Anzahl an Fundorten für Korund können hier nur einige wenige, vor allem größere Kristalle liefernde Lokalitäten erwähnt werden.

#### Europa
Die am besten ausgebildeten Korunde Deutschlands stammen aus den vulkanischen Gesteinen der Eifel in Rheinland-Pfalz. Dazu zählen der „Emmelberg“ bei Üdersdorf unweit Daun; der Ettringer Bellerberg bei Ettringen unweit Mayen; die „Wannenköpfe“ bei Ochtendung unweit Polch; der Laacher Kessel im Laacher-See-Komplex sowie die „Hüttenberg-Bimstuffe“ in einem Tuffsteinbruch zwischen Dachsbusch und Hüttenberg bei Glees unweit Niederzissen.
In Sachsen wurde Korund im Granulit der Typlokalität für Prismatin, des Granulitaufschlusses Waldheim bei Döbeln, und in den Seifen des Seufzergründels bei Hinterhermsdorf unweit Sebnitz, Elbsandsteingebirge, gefunden. Die „Erzbaum Christi Fundgrube“ und die „Drandorf Fundgrube“ am Ochsenkopf zwischen Schwarzenberg und Sosa im Erzgebirge bauten bis Mitte des 19. Jahrhunderts Schmirgel ab.
Korund fand sich in Deutschland ferner im Schwarzwald und am Kaiserstuhl in Baden-Württemberg; im Bayerischen und Oberpfälzer Wald in Bayern; bei in der Schlackenfundstelle Frankfurt-Heddernheim in Hessen; bei Bad Harzburg in Niedersachsen; an mehreren Orten im nordrhein-westfälischen Siebengebirge sowie bei Barmstedt und Schleswig in Schleswig-Holstein.
In Österreich fanden sich gut ausgebildete Korundkristalle vor allem im „Graphitbruch Amstall“ bei Mühldorf, bei Drosendorf und Wolfsbach, Drosendorf-Zissersdorf, sowie am „Latzenhof“ bei Felling unweit Gföhl, alle im Waldviertel in Niederösterreich. Ferner in Pegmatiten am Dürnberg bei Ottensheim nordwestlich von Linz, Bezirk Urfahr-Umgebung, Mühlviertel, Oberösterreich, im „Granitsteinbruch Stubenberg“ bei Stubenberg am See, Bezirk Weiz, und im Basalt-(Nephelinbasanit)-Steinbruch bei Klöch nordnordwestlich von Bad Radkersburg, beide in der Steiermark, sowie schließlich in Klüften im Gneis in der „Greinerrinne“ am Südwesthang des „Nasenkopfs“ im Habachtal, Hohe Tauern in Salzburg.
In der Schweiz kamen angeblich bis 10 cm lange Korundkristalle von der seit 1813 bekannten Lokalität „Venett“ (früher Passo Cadonighino), Campolungo, Val Piumogna, Leventina, Tessin. Im Spätsommer 1992 wurde unweit der alten Stelle ein neues Vorkommen mit bis zu 6 cm langen rötlichen Kristallen entdeckt. Ebenfalls im Tessin befinden sich Aufschlüsse mit korundhaltigem Pargasit-Amphibolit im Valle d’Arbedo bei Arbedo-Castione sowie östlich davon im Val Traversagna, Roveredo, Misox in Graubünden. Schließlich wurden 1970 in der Mittelmoräne des Unteraargletschers, Grimsel, Haslital, Bern, in Amphibolitblöcken, eingebettet in Fuchsit, bis zu 1 cm große Rubinkristalle gefunden, die wahrscheinlich vom Finsteraarhorn stammen.

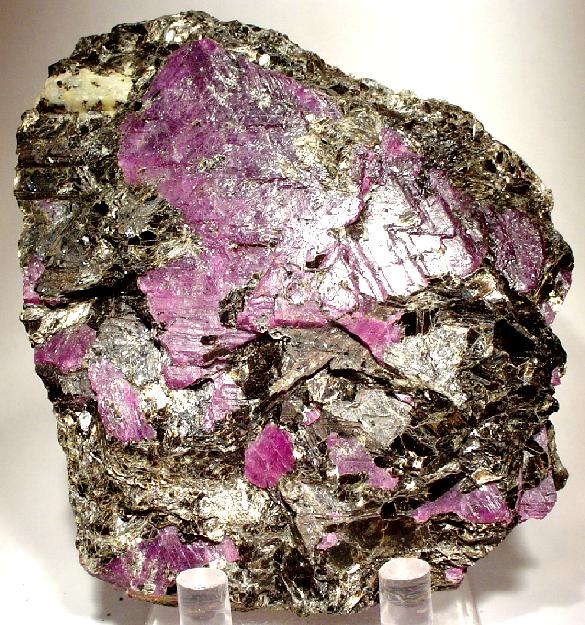
„Kleggåsen Ruby Quarry“ bei Froland, Aust-Agder, Norwegen
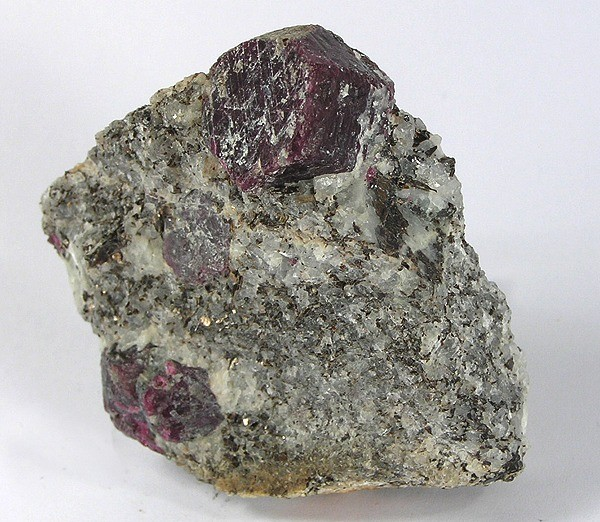
„Kleggåsen Ruby Quarry“ bei Froland, Aust-Agder, Norwegen
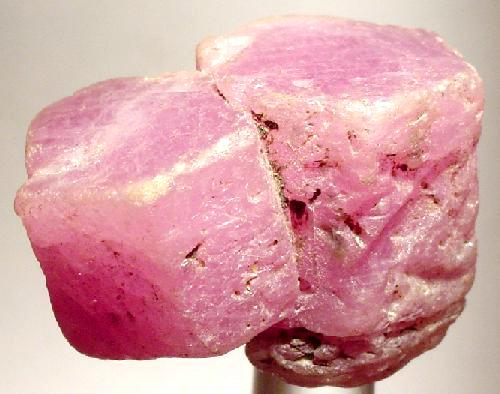
Marmorsteinbruch „Bianco Sivec“ am Sivec, Prilep, Nordmazedonien
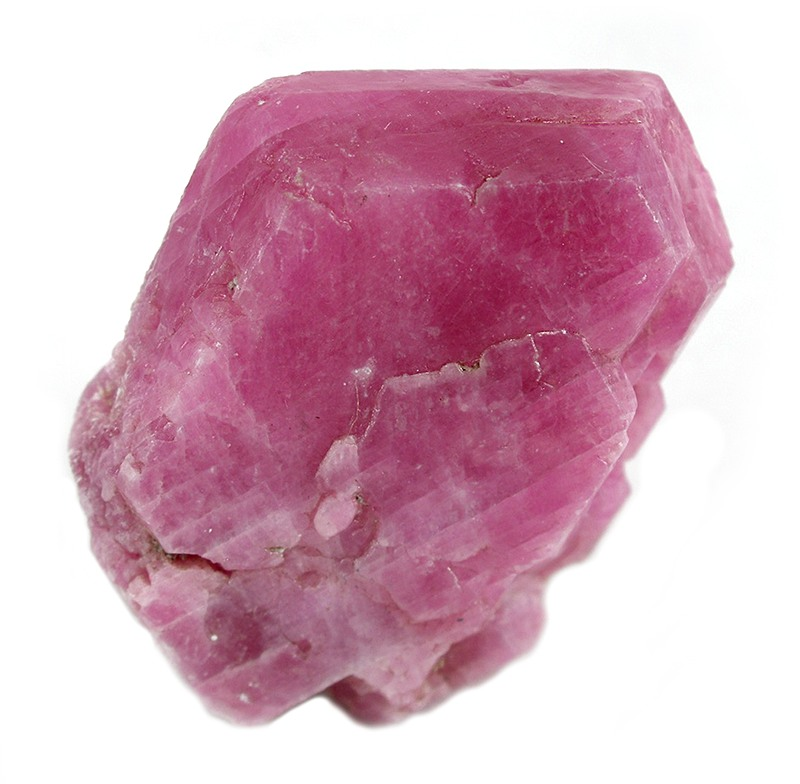
Marmorsteinbruch „Bianco Sivec“ am Sivec, Prilep, Nordmazedonien
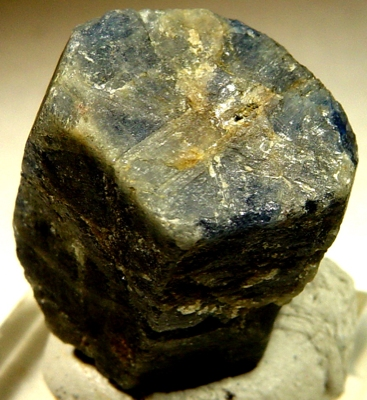
Miass im Ilmengebirge im mittleren Ural, Oblast Tscheljabinsk, Russland
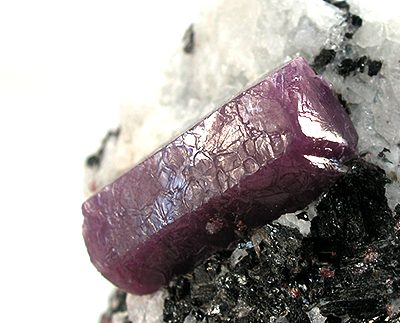
Insel Chit bei Poljarnyj Krug, Louchskij Rajon, Karelien, Russland

In Norwegen ist 1956 bei Froland, 11 km nordwestlich von Arendal, Aust-Agder, ein korundhaltiges Gestein entdeckt worden, welches im „Kleggåsen Ruby Quarry“ für Stufen mit roten Korundkristallen abgebaut wurde. Eine weitere wichtige Fundstelle in Norwegen waren korundführende Glimmerschiefer auf der Westseite des Flussen Sagstuen, Farsjø, Årnes, Nes.
In Russland kennt man gut ausgebildete Korundkristalle u. a. aus einer Lagerstätte auf der Insel Chit (russisch Хит Остров, Полярный Круг, Лоухский район) bei Poljarnyj Krug, Louchskij Rajon, Nordkarelien, Republik Karelien, Föderationskreis Nordwestrussland, aus Rubinowoe im Raj-Iz-Massiv (russisch Рай-Из массив Ямало-Ненецкий АО (Восточный склон Полярного Урала)), Polar Ural, Föderationskreis Ural, sowie aus dem Gebiet von Miass im Ilmengebirge im mittleren Ural, Oblast Tscheljabinsk.
In Nordmazedonien befinden sich 8 km nordnordöstlich der Stadt Prilep am Südwestabhang des Berges Sivec die bereits seit 500 Jahren v. Chr. in Förderung stehenden Dolomitmarmorsteinbrüche „Bianco Sivec“, die in Calcitgängen idiomorphe Korundkristalle enthalten.
Auf der zu den griechischen Kykladen gehörenden Insel Naxos befindet sich bei Drymalia in der Gemeinde Naxos und Kleine Kykladen die „Naxos Mine“, die vor dem Zweiten Weltkrieg jährlich 10.000 Tonnen Schmirgel lieferte. Weitere Schmirgellagerstätten liegen im Gebiet von Aperathos und Koronos ebenfalls auf Naxos.
Weitere europäische Fundorte befinden sich in Bulgarien, Finnland, Frankreich, Griechenland, Irland, Italien, Polen, Rumänien, Russland, Schweden, der Slowakei, der Ukraine, Ungarn sowie im Vereinigten Königreich (Großbritannien).

#### Asien
Indien ist das klassische Korund-Land, nicht zuletzt deshalb, weil der Name seinen Ursprung in diesem Land hat. Dass dies so ist, liegt vor allem daran, dass der Hauptteil der verschleifbaren Korunde zwar schon immer aus Ceylon oder Birma kam, aber bereits in früherer Zeit über Indien nach Europa gelangte. Trotzdem finden sich Korundvorkommen in verschiedenen indischen Bundesstaaten wie Andhra Pradesh (mit Lagerstätten bei Anantapur, im Distrikt Krishna und bei Kurnool); Telangana (vor allem im Distrikt Hyderabad); Bihar; Tamil Nadu; Karnataka (früher Mysore, hier vor allem der Mysore-Distrikt); Odisha (bis 2011 Orissa, hier vor allem im Kalahandi-Distrikt) und Jammu und Kashmir, hier in den Saphirgruben bei Pádar, bei Sumjam im Kudi-Tal sowie am Berg Nangimali im Shonther-Tal, Himalaja. Bemerkenswerte Korunde sind bis zu 7 cm große, idiomorphe Rubine, die in einem Rubin-führenden Biotit-Sillimanit-Gneis bei Alipur, Mysore, auftreten.

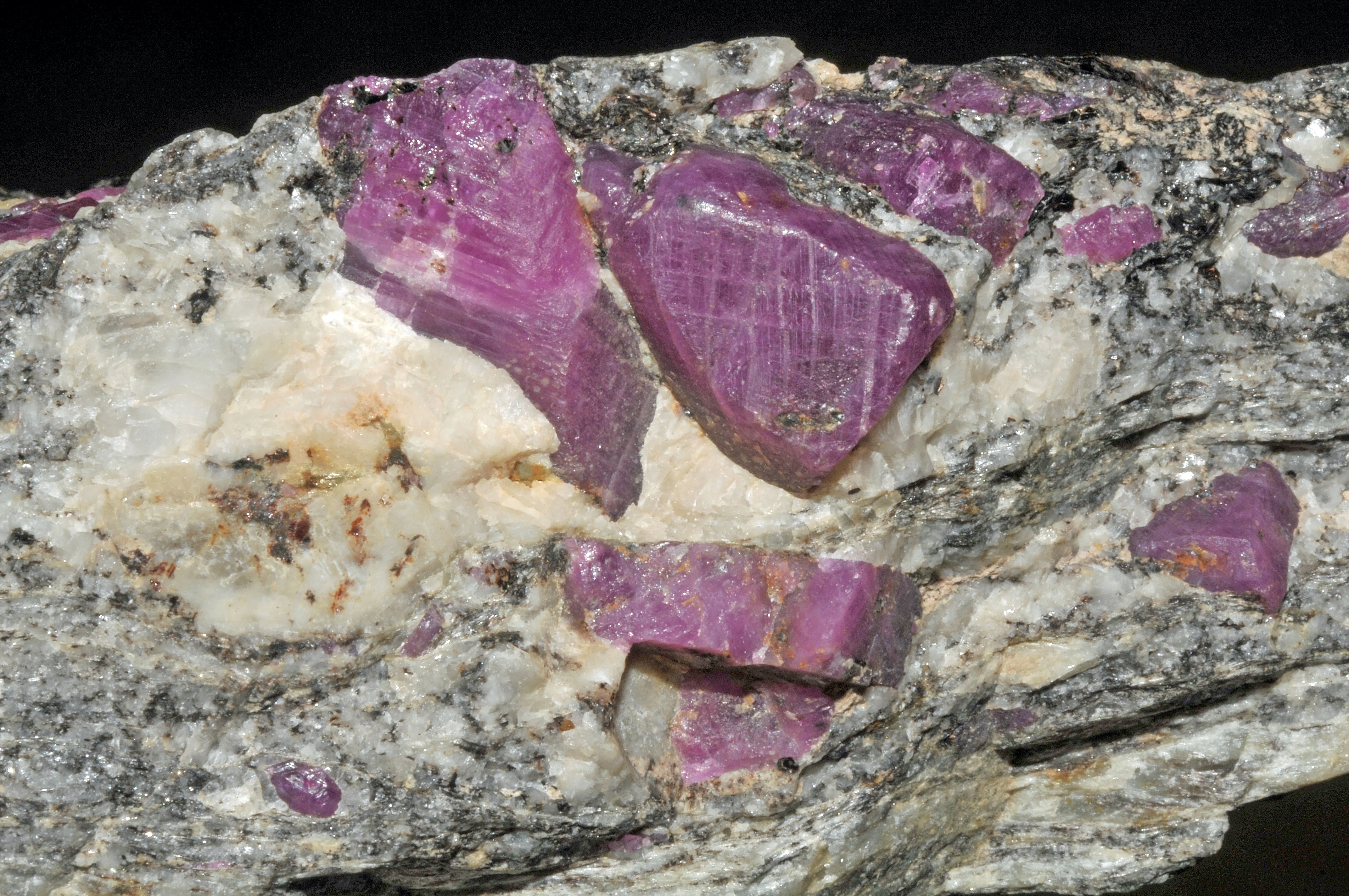
Distrikt Mysore, Karnataka, Indien
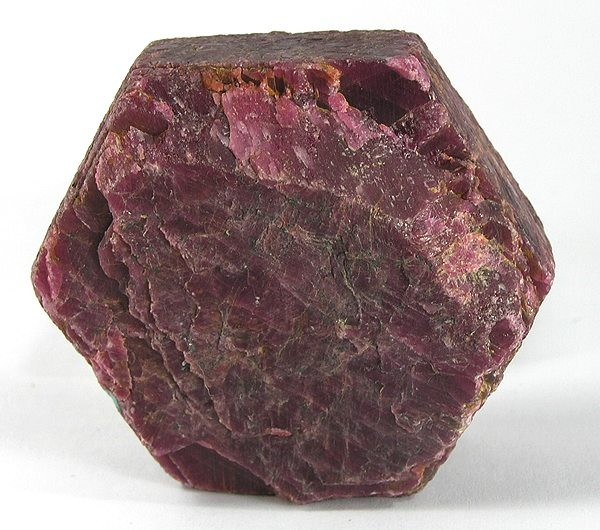
„Carvatie“, Indien
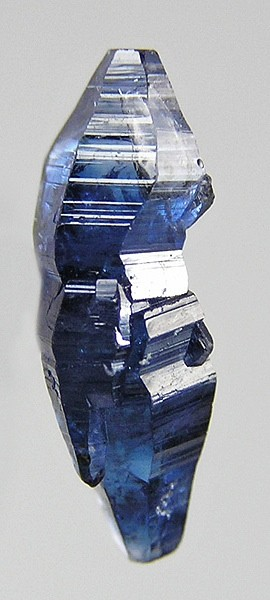
Sri Lanka
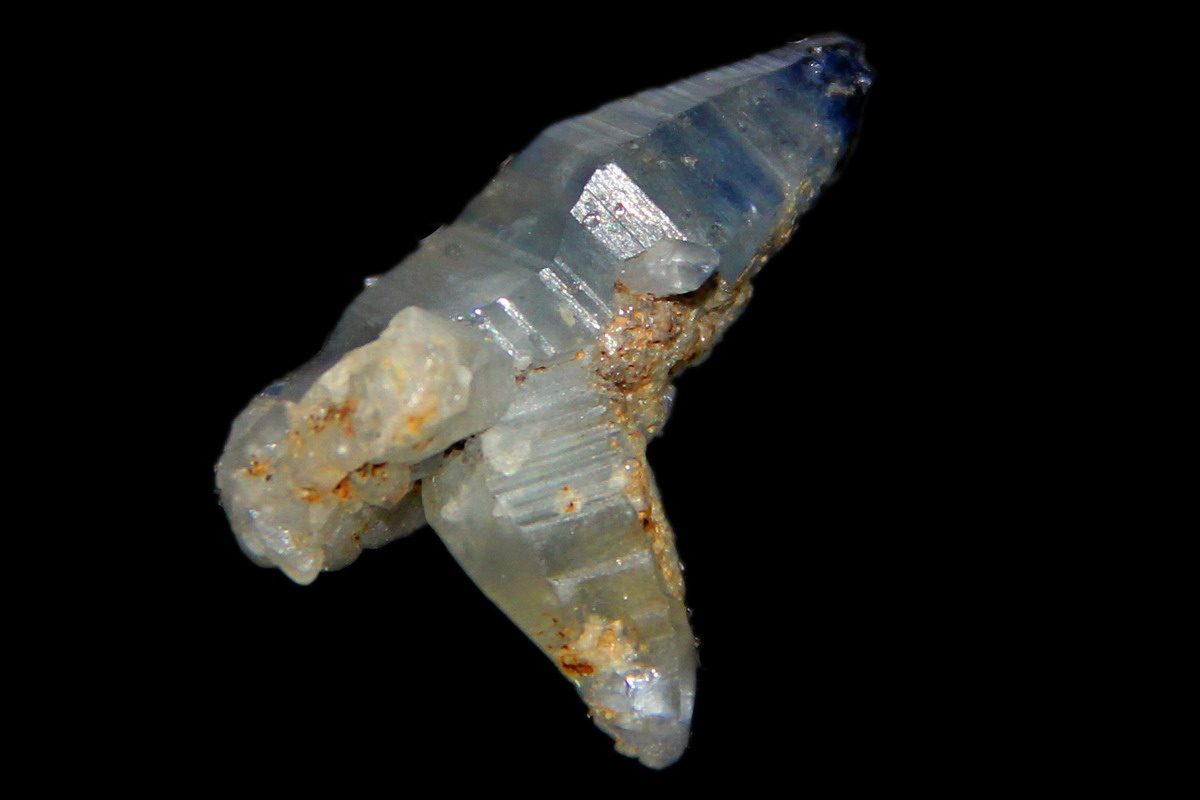
Ratnapura, Sri Lanka
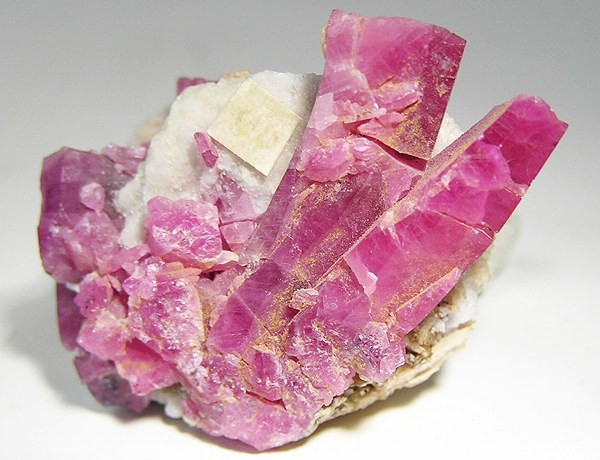
Chumar, Ganesh Himal, Bagmati, Nepal
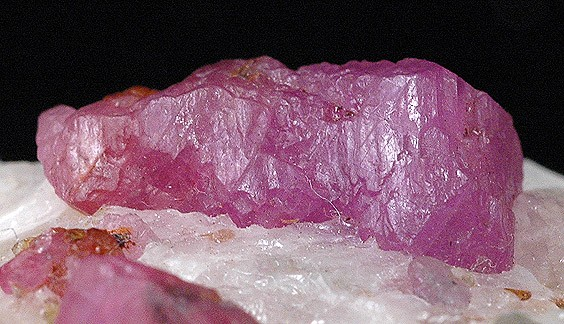
Hunza-Tal, Gilgit, Gilgit-Baltistan, Pakistan
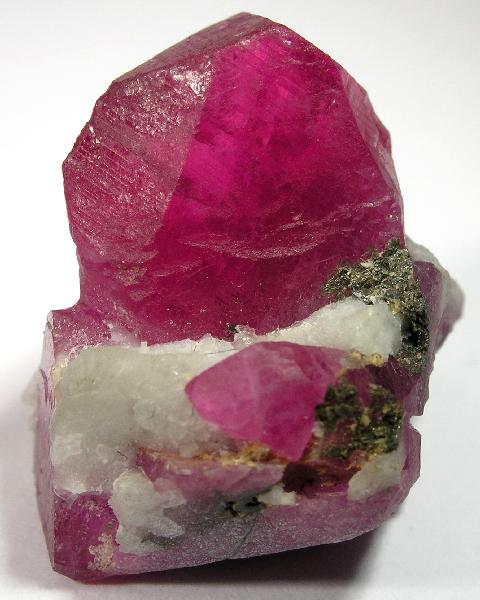
Jegdalek Ruby Mine, Sorobi, Provinz Kabul, Afghanistan
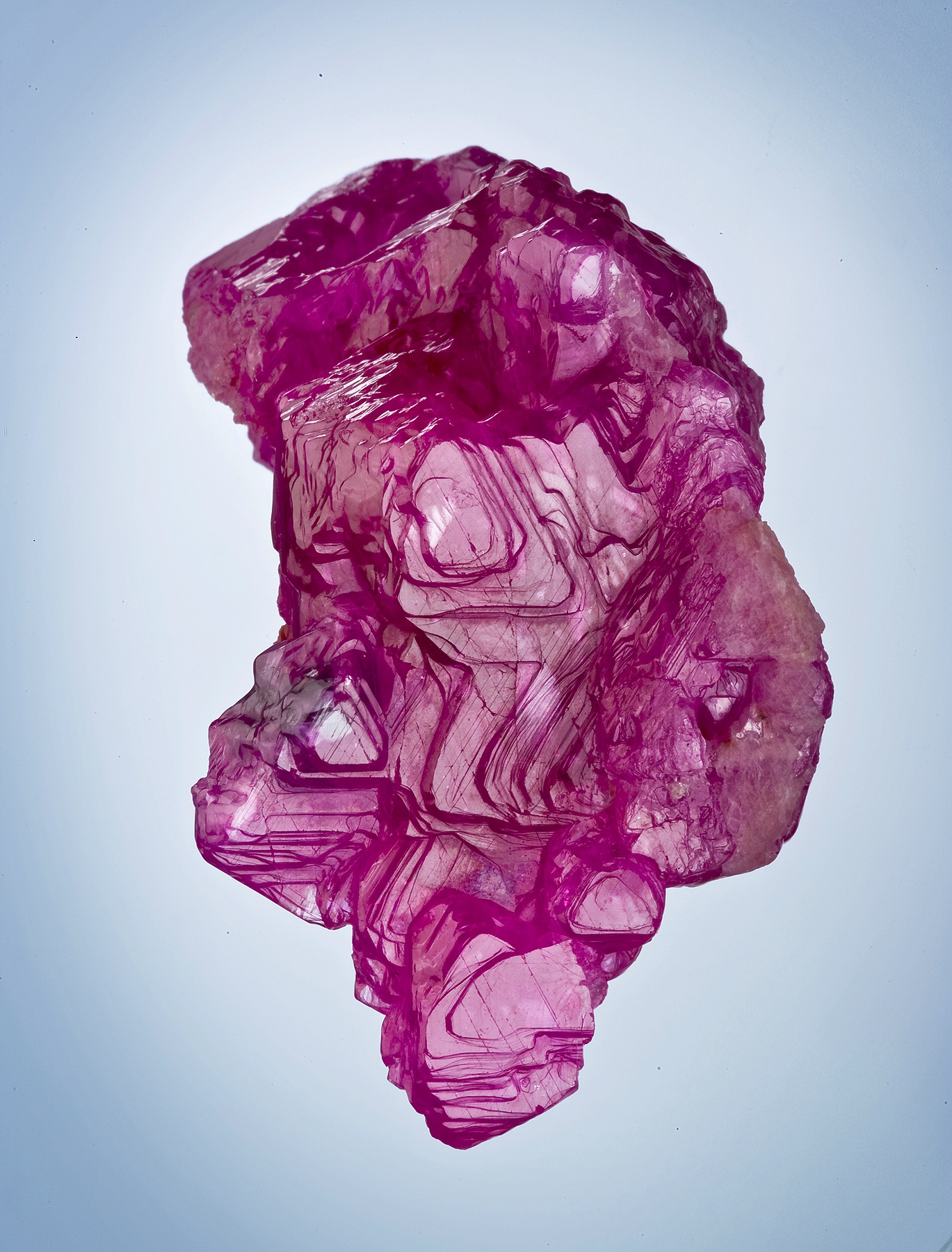
Mogok, Pyin Oo Lwin, Mandalay, Myanmar
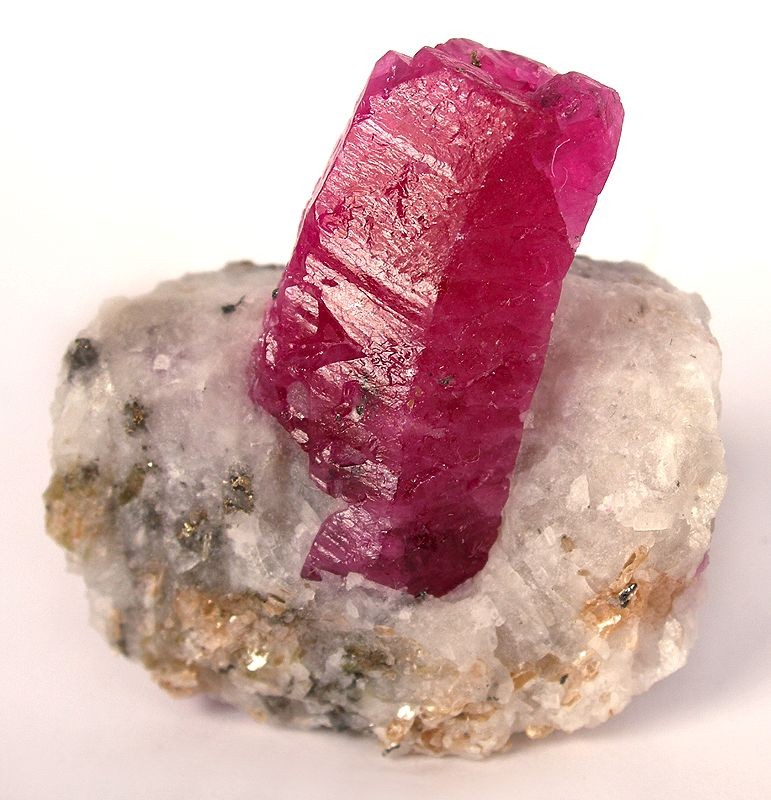
Lục Yên, Provinz Yên Bái, Bắc-Bộ-Berge, Vietnam

Sri Lanka lieferte lange Zeit einen Großteil der Weltproduktion. Seifenlagerstätten bei Ratnapura (Sinhala: රත්නපුර „Stadt der Juwelen“), Provinz Sabaragamuwa; bei Matale im gleichnamigen Distrikt und bei Elahera in der Zentralprovinz, bei Polonnaruwa im gleichnamigen Distrikt in der Nord-Zentralprovinz sowie bei Galbkka, Wellawaya im Distrikt Moneragala, Provinz Uva. Charakteristisch für die Korunde Sri Lankas ist, dass sie in nahezu allen Farben gefunden werden und häufig Asterismus, Zwei- und Mehrfarbigkeit sowie Alexandriteffekte zeigen. Im Jahre 1989 wurde bei Rakwana unweit Ratnapura ein extrem großer beidseitig terminierter Saphir-Kristall von 40,3 kg und Abmessungen von 25 × 50 cm gefunden, der zwar in einigen Bereichen schleifbar, ansonsten aber milchig war.
In Nepal wurden Korunde erst 1981 zufällig durch Ziegenhirten entdeckt. Das Fundgebiet mit den „Chumar Ruby Mines“ befindet sich im Gebirgsmassiv Ganesh Himal im Distrikt Dhading, Verwaltungszone Bagmati. Korund, v. a. Rubin, findet sich in metamorphosierten Kalksteinen sowie in Schiefern. Die Farben der Korunde variieren von Rosa über Rosa-, Rötlich- oder Blauviolett bis zum klassischen Rubinrot. Häufig finden sich Farbzonierungen in Form von dunkelvioletten bis blauen Bändern.
Die wichtigsten Korundvorkommen in Pakistan befinden sich im Distrikt Gilgit der autonomen Region Gilgit-Baltistan (ehemals Northern Areas). Die alten, bereits zu Beginn der 1970er Jahre entdeckten Rubinvorkommen befinden sich im Tal des Hunza, die jüngeren weiter oben in den Bergen auf bis zu 5000 m Höhe. Die einzelnen Fundstellen wie „Ahmadabad“, „Ali Abad“, „Dorkhan“ und „Ganesh“ liefern bis 10 cm große Kristalle von zumeist hellem Rotton, die in einem reinweißen Marmor sitzen.
Aus der afghanischen Rubinlagerstätte „Jegdalek“ im Distrikt Sarobi, Provinz Kabul, kommen bereits seit den 1870er Jahren Rubine und Saphire. Die Lagerstätte sitzt in einem bis zu 2000 m mächtigen Calcit-Dolomit-Marmor und wird über circa 20 Gruben mit mehr als 2000 Tagebauen und Schurfgräben bearbeitet.
Myanmar ist neben Sri Lanka das klassische Abbaugebiet („Ober-Birma“) für die edlen Korundvarietäten. „Die Rubin-Gruben werden mindestens schon seit dem 15. Jahrh. ausgebeutet; sie waren aber bis zur Besitz-Ergreifung durch die Engländer (1886) für Europäer kaum zugänglich.“ Das wichtigste Gebiet ist Mogok im Distrikt Pyin U Lwin in der Mandalay-Region. Rubine werden in Mogok in Seifen entlang der Flüsse, in kleinen Gruben oder Schächten oder in größeren Gräben bzw. Tagebauen gewonnen. Neben der Vielzahl an gewonnenen Rubinen sind besonders große Stücke erwähnenswert: die 1993 gefundene „Sonne von Mogok“ (1734 ct), der „Hixon Ruby“ (196 ct, heute im Los Angeles County Museum of Natural History), der SLORC (504,5 ct, Eigentum des Staates Myanmar) sowie ein 3450 ct schwerer Rubin im British Museum of Natural History in London.
Seit 1991 mit der Gewinnung von Rubin bei Möng Hsu im Loilem District (Loilen District), Shan State, begonnen wurde, hat sich dieser Fundbezirk zu einem der wichtigsten Lieferanten von Rubin in Edelsteinqualität entwickelt. Wichtiges Merkmal der Rubinkristalle von Möng Hsu ist ihr tiefvioletter Kern (Saphir), der von einem rubinroten Außenbereich umgeben ist. Erst bei Wärmebehandlung verändert sich der violette Kern zu einem tiefen Rot. Um dieses Material überhaupt erst in den Handel bringen zu können, muss diese Wärmebehandlung – oft bei hohen Temperaturen – bei allen Steinen von Möng Hsu erfolgen.
Die in Vietnam 1987 bei Lục Yên, Provinz Yên Bái, sowie bei Quỳ Châu, Provinz Nghệ An, entdeckten rosafarbenen Korunde und Rubine tauchten zwei Jahre später im thailändischen Chanthaburi, dem weltweit wichtigsten Umschlagplatz für Rohkorunde, auf. Das im Gebirgszug „Hoang Lien Son“ in den Bắc-Bộ-Bergen liegende Fundgebiet von Lục Yên liefert neben den farblich besseren eluvialen Rubinen aus Alluvionen auch deutlich größere Korunde, die zwar oft trüb sind, aber bei entsprechendem Schliff Sternrubine mit deutlichen Strahlen ergeben. Die Rubine bilden Kristalle bis zu 12 cm Größe, die Farbtöne von Karminrot über Rosa bis Violettrot zeigen können.
Quỳ Châu liefert nicht nur gute Rubine und Sternsteine, sondern auch Steine mit scharf getrennten Farbbereichen und attraktiven Farbkombinationen von blau/rosa oder blau/orange. Fernen kommen von hier milchige oder seidig-trübe rosafarbene Korunde, aus denen nach Wärmebehandlung blaue bzw. nahezu rote Korunde erzeugt werden. Sattblau gestreifte Korunde sind nach dem Brennen orangerosa.
Seit den frühen 1980er Jahren sind in Marmoren sitzende Rubinlagerstätten in der Region Turakuloma im Pamir in Tadschikistan bekannt. Sie befindet sich in 6 km Entfernung von der Grenze zu China und liegt circa 40 km nordöstlich von Murghob (Murgab) in der autonomen Provinz Berg-Badachschan (Wilojati Muchtori Kuhistoni Badachschon). Die reichsten und am besten bekannten Lagerstätten unter circa 50 weiteren sind „Snezhnoe“ oder „Snejnaya“, „Trika“ und „Nadeschda“ – sie befinden sich in einer Höhe von 3500 m. Die hellroten, leicht violettstichigen Kristalle erreichen Größen bis 3 cm, selten bis 6 cm.
Weitere asiatische Fundorte befinden sich in der Volksrepublik China, in Indonesien, Israel, Japan, Kasachstan, Kambodscha, Kirgisistan, Nord- und Südkorea, Laos, der Mongolei, Thailand, der Türkei sowie in den Vereinigten Arabischen Emiraten.

#### Afrika
In Kenia wurden zu Beginn der 1970er Jahre in der Region Mangari, Bezirk Taveta, Taita-Taveta County, in der ehemaligen Coast Province Rubinlagerstätten im Kontaktbereich kleiner Ultramafitintrusionen in Metasedimenten entdeckt. Rubine finden sich in Idioblasten als Kristalle mit sechsseitigem Umriss sowie als längliche spindelförmige Kristalle mit mehreren Zentimetern Länge und einer oft deutlichen Farbzonierung. Die „Penny Lane Mine“ liefert Material mit zumeist nur Cabochonqualität, die „John Saul Mine“ dagegen gelegentlich exzellentes Schleifmaterial. Weitere Fundpunkte befinden sich in den Taita Hills im nahegelegenen Tsavo-West-Nationalpark. Dusi (Garba Tula) im Isiolo County und das Kitui County (Taawajah bei Tsaikuri) 80 km östlich des Mount Kenya, alle in der ehemaligen Eastern Province, sowie die Alluviallagerstätten am Fluss Chania und bei Thika, beide im Kiambu County, ehemalige Central Province, sind weitere Fundpunkte für Rubin und Saphir in Kenia.
Das zu Beginn der 20. Jahrhunderts entdeckte „Longido“ in der Region Arusha in Tansania war die erste ökonomisch interessante Korundlagerstätte Afrikas, wobei Longido eine Region mit zahlreichen Einzelvorkommen wie z. B. den „Muriatata Hills“, der „Mundarara Mine“ bei Mundarara, bei Lossogenoi und Naberera 70 km südöstlich Arusha und bei Malange im Kiru-Tal, ungefähr 180 km südwestlich Longido umfasst. Auch hier sitzen idioblastische, nur selten verschleifbare Korunde in einer grünen Zoisitmatrix mit schwarzen Pargasit-Kristallen.
Das Tal des Flusses Umba in der Region Tanga ist seit Mitte des 20. Jahrhunderts für ein enormes Farbspektrum der Korunde bekannt. Im Jahre 1969 sollen hier monatlich Steine im Gewicht von 100.000 ct gefördert worden sein. Beschrieben wurden facettierte Rubine bis 69 ct, facettierte Saphire bis 40 ct und Cabochons bis 90 ct.
Ferner werden verschiedene Vorkommen in der Region Morogoro wie z. B. das 30 km südöstlich von Morogoro liegende „Matombo“ genannt. Schließlich muss das in granathaltigen Amphiboliten sitzende, 115 km südöstlich von Dodoma und circa 80 km von Mpwapwa entfernte Vorkommen von Winza im Distrikt Mpwapwa in der Region Dodoma erwähnt werden, welches Korund-Kristalle in einer beeindruckenden Vielfalt von Kristalltrachten liefert.

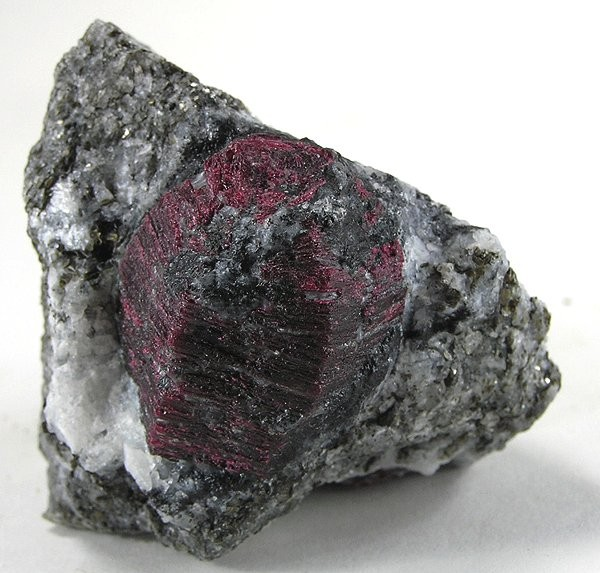
„Munoanama“, Region Kilimandscharo, Tansania
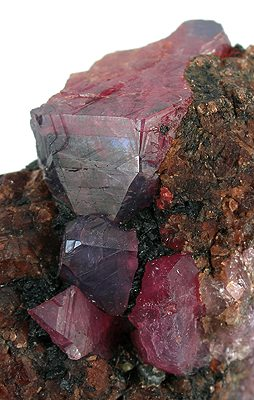
Winza, Region Dodoma, Tansania
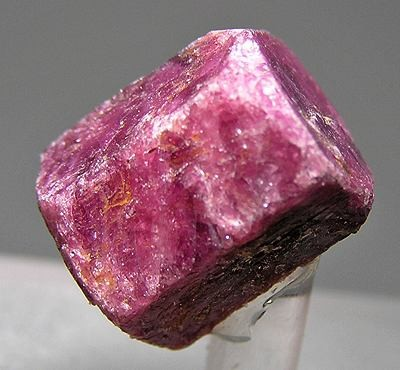
Madagaskar
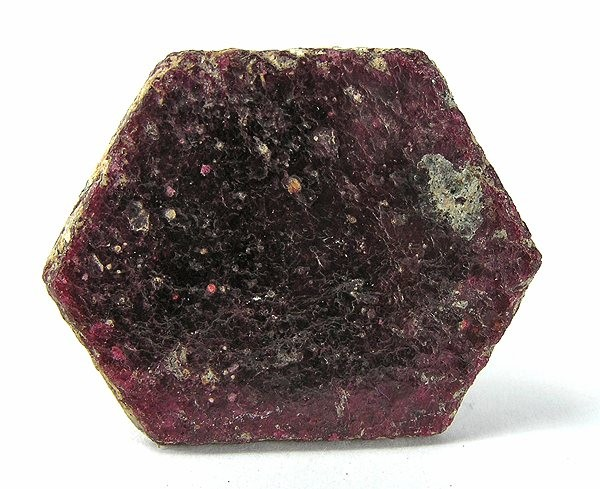
Distrikt Ampanity, Region Atsimo-Andrefana, Madagaskar
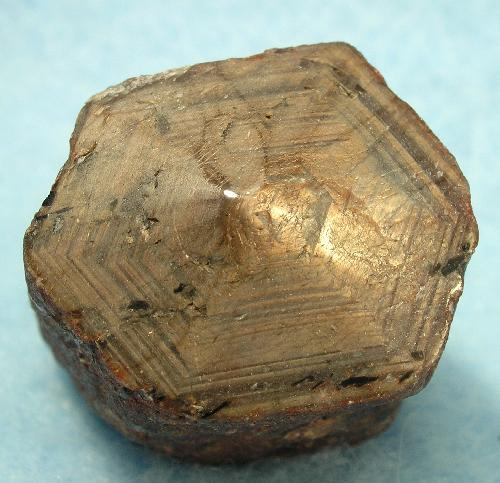
Farmgebiet Rodina, Erongo, Namibia
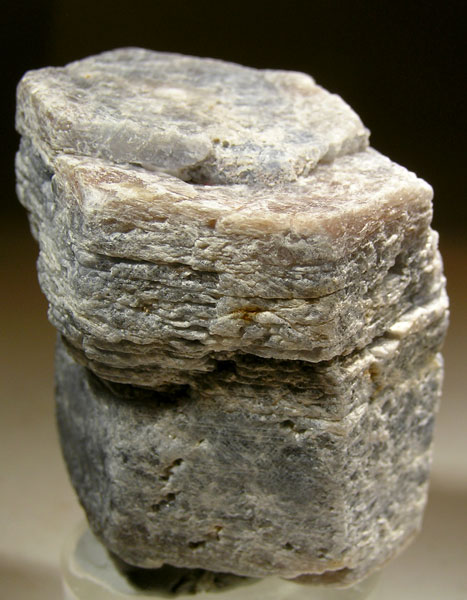
Simbabwe
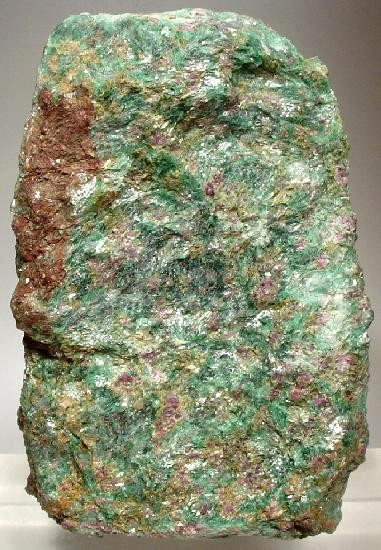
Eswatini
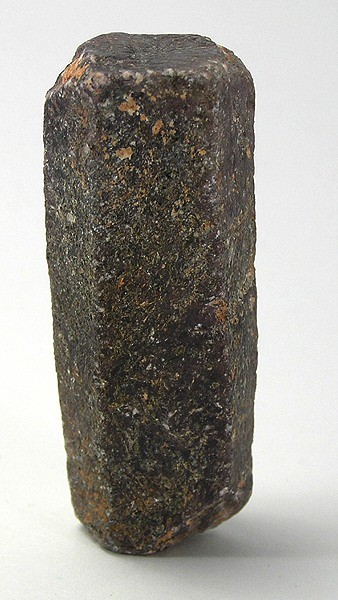
Limpopo, Südafrika
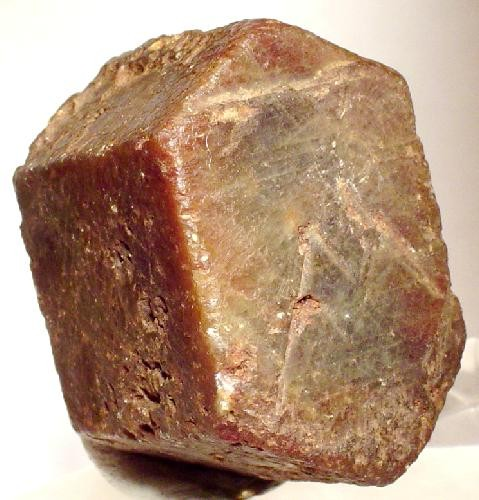
Soutspansberg, Limpopo, Südafrika

Zahllose Korund liefernde Lokalitäten sind aus Madagaskar bekannt. Die beiden wichtigsten sind die zu Beginn der 1990er Jahre in Förderung gegangenen Saphirlagerstätten von „Andranondambo“ bei Maromby, Amboasary Sud, Region Anosy (Fort Dauphin Region), ehemalige Provinz Toliara, und mehrere Fundpunkte in der ehemaligen Provinz Antsiranana (heute Region Diana). Zu den letzteren gehören die Saphirlagerstätte „Ambondromifehy“ im Distrikt Antsiranana II sowie „Ambilobé“, „d’Anivoran“ und „Milanoa“.
Schließlich liefern granulitfazielle Pelite bei Zazafotsy im Distrikt Ihosy, Region Ihorombe, ehemalige Provinz Fianarantsoa, polychrome Korundkristalle. Der Abbau im „Zazafotsy Quarry“ (Amboarohy) begann bereits im Jahre 1989.
Die in Malawi auf der Hochebene des Chimwadzulu Hill, Distrikt Ntcheu, gefundenen, bis 5 cm großen Rubine und Saphirte weisen die höchsten bisher an Korunden beobachteten Licht- und Doppelbrechungen auf.
Korundkristalle aus Biotitschiefern im Farmgebiet Harib 142, Karasburg-Ost, Region ǁKaras, Namibia, erreichen Größen von 12 × 4 cm. Vom Farmgebiet Rodina (Teil von Graniet 67) östlich der Pad Spitzkoppe–Uis, Swakopmund, Region Erongo, kamen aus Biotitschiefern graue Kristalle bis 10 cm Länge.
In Simbabwe wurden Korunde in der 20 km südwestlich von Gweru liegenden Region „Somabula“, Provinz Midlands, in fluviatilen Karoo-zeitlichen Konglomeraten gefunden.
Aus Eswatini sind Korunde aus alluvialen und eluvialen Zinnlagerstätten entlang des Flusses Mbabane bei Mbabane und im Ezulwini-Tal, Verwaltungsregion Hhohho, sowie aus der Nähe von Hlatikulu in der Region Shiselweni bekannt.
Unter der Vielzahl an Korundfundstellen in Südafrika sollen lediglich zwei Fundstellen aus der ehemaligen Northern Province bzw. Provinz Transvaal, heute Provinz Limpopo, hervorgehoben werden. Dies betrifft einmal Sudimani Spruit, Distrikt Mopani, als Fundpunkt der weltgrößten Korundkristalle (vgl. oben unter „Bildungsbedingungen“) sowie zweitens die südwestlich von Louis Trichardt liegende Farm „Palmietfontein 311 LS“ im Distrikt Vhembe. Von hier kamen meist matte, schmutziggrüne Kristalle, die in Ausnahmefällen ein Gewicht von 15 kg und/oder Längen von bis zu 15 cm erreichten. Ferner von „Waterside“ nördlich des Soutpansberg (Salzpfannenberg), Distrikt Vhembe, und vom Gebiet der Farmen Barend 523 MS und Redhill 103 LS, ebenfalls am Soutpansberg.
Weitere afrikanische Fundorte befinden sich in Ägypten, Burundi, der Demokratischen Republik Kongo, Mosambik, Nigeria, Ruanda, Sierra Leone, und Somaliland.

#### Amerika

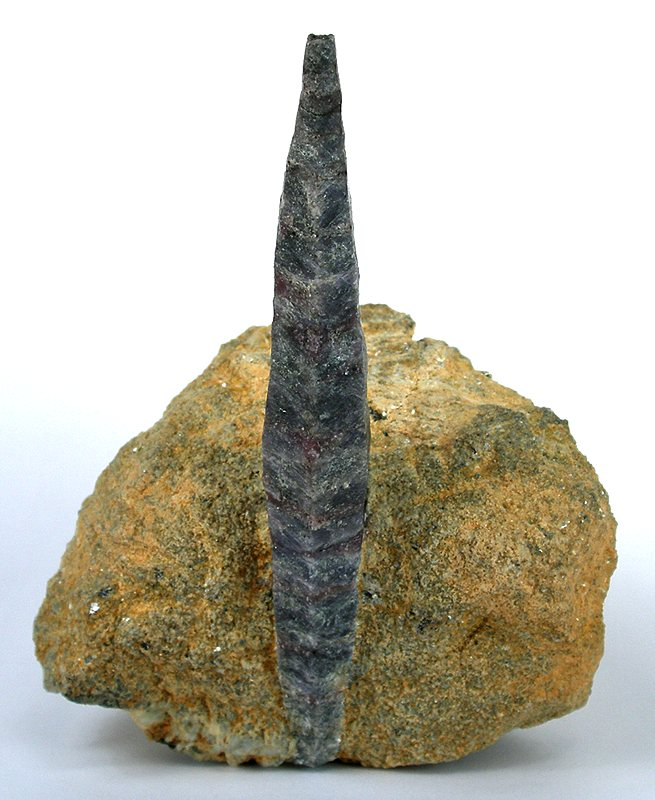
Nadeliger Korundkristall von einer unbenannten Lokalität im San Jacinto Mountains – Santa Rosa and San Jacinto Mountains National Monument, Riverside County, Kalifornien/USA

Die bekannteste Fundstelle für edle Korunde in den Vereinigten Staaten ist die Saphir-Lagerstätte „Yogo Gulch“, die sich 95 km südöstlich von Great Falls auf der Ostflanke des Little Belt Mountains in der gleichnamigen Schlucht im Distrikt Yogo, Little Belt Mountains in den Rocky Mountains, Judith Basin County, Montana, befindet. Der erste Saphirfund in diesem Gebiet gelang am 5. Mai 1865.
Im Jahre 1870 wurde Korund im Macon Co. südöstlich Franklin, Ellijay-Distrikt, Cowee-Tal, North Carolina, entdeckt und bereits ein Jahr später durch die Corundum Hill Mine / Culsagee Mine am Corundum Hill, eine der wichtigsten Korundlagerstätten der USA, abgebaut. Die hier gefundenen Korundkristalle waren „bis über 300 Pfund schwer“ und farblos, gelb, dunkelrot, grün, azurblau sowie weiß-blau gebändert. Der größte Kristall, opak und mit roten und blauen Bereichen, wog 141,5 kg, wurde aber bei einem Brand zerstört. Große Kristalle wurden auch in den Hogback Mountain im Jackson Co. sowie am Buck Creek im Clay Co., alle North Carolina, gefunden. Schmirgel wurde in den Chester Emery Mines, Chester, Hampden County, Massachusetts, abgebaut. Weitere wichtige Korund-Fundorte in den USA waren der Cortland-Distrikt im Westchester County, New York; Franklin, Sussex Co., New Jersey; und die Laurel Creek Mine, Rabun Co., Georgia.
Aus dem „Unnamed Corundum Occurrences [2]“, Soboba Hot Springs in den San Jacinto Mountains, Riverside County, Kalifornien, sind spindelförmige Korundkristalle bis zu 12 Inches (30,5 cm) Länge bekannt. Noch größere Kristalle, von denen nur Bruchstücke erhalten sind, sollen zwei Fuß (61 cm) gemessen haben.
In Kanada vor allem aus der Provinz Ontario, z. B. aus dem in Nephelinsyeniten sitzenden „Highland Corundum Occurrence“, Cardiff Township im Haliburton County. Bis zu 20 cm große Kristalle stammen aus dem in Syenitpegmatiten sitzenden „Gutz Corundum Occurrence“, Brudenell Township, und aus den in nephelinhaltigen Gneisen sitzenden „Craigmount workings“ (Craigmont Mine), Raglan Township, beide im Renfrew County in Ontario.
Erste Funde von Rubin und blauem und violettem Saphir in Brasilien datieren aus den 1930er Jahren. Gegenwärtig sind mehr als 30 meist alluviale Vorkommen bekannt. „lndaiá“ unweit Vargem Alegre in Minas Gerais ist die erste kommerziell genutzte Lagerstätte von Korunden in Schleifqualität in Brasilien und steht seit 1994 in Abbau. Im Jahre 1999 wurde im circa 25 km südlich von Indaiá liegenden Sapucaia mit der Förderung von schleifbaren Korunden begonnen, und im Jahre 2000 wurde Korund in Palmeira, 60 km südöstlich von Sapucaia, entdeckt. Im gleichen Bundesstaat gelangen Funde in der „Mina do Córrego do Fogo“, Setubinha bei Malacacheta, sowie bei Campo Belo, Cláudio, Novo Cruzeiro, Conceição do Mato Dentro, Caputira, Datas, Passos und Bom Jesus da Penha.
Im Staat Bahia befinden sich die alten Vorkommen von Anage und Capim Grosso und die in der jüngeren Vergangenheit entdeckten Fundstellen Lajedinho bei Vitória da Conquista, bei Catingal und bei Uauá.
Das Vorkommen „Xerém“ bei Duque de Caxias im Bundesstaat Rio de Janeiro, lieferte in den 1960er Jahren qualitativ hochwertige Saphire und über 2 kg schwere Korundkristalle. Aus der „Lavra do Escalvado“ bei Barra Velha, São João do ltaperiú, Santa Catarina, wurden Rubine und Saphire mit Asterismus beschrieben.
Weitere Fundorte in Süd- und Nordamerika befinden sich in Argentinien, Bolivien, Brasilien, Chile, Grönland, Kolumbien, Mexiko, Suriname und Uruguay.

#### Australien und Neuseeland
In Australien kommt Korund vor allem aus der „Rubyvale“, „Sapphire“ sowie „Scrub Lead Fossicking Area“ im „Anakie-Field“, Central Highlands Region, Queensland, in Form von goldgelben, orangefarbenen sowie grünen Saphiren bis zu 70 ct sowie Steinen mit Asterismus. Rohsteine erreichen Größen bis 1000 ct. Der 1165 ct schwere „Black Star of Queensland“ wurde 1938 gefunden und zu einem Cabochon von 733 ct verschliffen.
Im Bereich der 100 km südlich von Mount Garnet liegenden Lokalität „Lava Plains“, Kinrara-Nationalpark, Tablelands Region, Queensland, wittern Saphire direkt aus einem tertiären Basaltschlot.
Flusskiese aus dem Weld River, Moorina, Distrikt Blue Tier, Break O’Day Municipality, Tasmanien, führen neben Zirkon, Topas, Chrysoberyll, Spinell und Kassiterit auch reichlich Saphire.
Hokitika im Westland District, Region West Coast auf der Südinsel Neuseelands, ist der Fundort eines ungewöhnlich farbenprächtigen Gesteins aus Fuchsit, Margarit, Rubin und Saphir sowie Chromit und Dravit, welches als „Goodletit“ (englisch Ruby rock ‚Rubingestein‘) bezeichnet und als Schmuckstein verwendet wird. Der genaue Fundort sind Gletschermoränen und Flussablagerungen in einem 20 km × 20 km großen Gebiet vom Fluss Taipo im Norden bis zum Cropp River im Süden. Goodletit wurde auch im Whitcombe Valley sowie der Mont D’Or Mine, beide bei Ross, und an den Flüssen Kaniere, Back Creek und Olderog Creek gefunden.
Korund konnte auch in der Antarktis, im Staub des Kometen 81P/Wild 2 sowie in Material vom Mond nachgewiesen werden.

### Förderländer und Fördermengen
Russell Shor und Robert Weldon stellten fest, dass der größte Teil der Förderzahlen aus einzelnen Lagerstätten notorisch unglaubwürdig oder zumindest schwierig zu interpretieren ist, sogar dann, wenn es sich um Zahlen der Bergwerkseigner oder Zahlen aus offiziellen staatlichen Stellen handelt. So werden z. B. die Fördermengen für die Rohsteine in Kilogramm (1 kg = 5.000 Karat) angegeben – ohne nähere Spezifikationen zur Qualität des Materials. Exportzahlen, die selten auf die verschiedenen Edelsteingrade eingehen, sind oft zum finanziellen Vorteil des Exporteurs verzerrt und berücksichtigen nicht die illegal aus dem jeweiligen Land geschmuggelten Mengen, was aber eine verbreitete Praxis in Edelsteinförderländern darstellt.
Natürlicher Korund wird in einer Reihe von Ländern wie Myanmar, Indien, Thailand, Afghanistan, Kambodscha, Sri Lanka und Vietnam gefördert, wobei in den vergangenen Jahren Korund auch in afrikanischen Ländern wie vor allem Madagaskar in der Kilimandscharo-Region in Tansania abgebaut worden ist (Stand 2022). In der Vergangenheit kam ein Großteil der Welt-Korundförderung aus Südafrika. Aufgrund der Erzeugung von künstlichem Korund ist die Förderung in Südafrika (Jahresförderung 1980: 140 Tonnen, 1990: weniger als 5 Tonnen) stark rückläufig.
Die globale Weltförderung für Rubin wuchs von ca. 5.000 kg im Jahre 1995 auf etwa das Doppelte (ca. 10.000 kg) im Jahre 2005. 2002 fielen die Förderzahlen stark, erholten sich aber ab 2004. Die deutliche Erhöhung im Jahre 2005 geht auf die verstärkte Rubin-Produktion in Kenia, Madagaskar und Burma zurück. Die Fördermengen für Rubin der wichtigsten Förderländer für die Jahre zwischen 1995 und 2005 sind in der nebenstehenden Tabelle enthalten.
| Förderland         | 1995  | 1996  | 1997   | 1998  | 1999  | 2000  | 2001  | 2002  | 2003  | 2004  | 2005  |
| ------------------ | ----- | ----- | ------ | ----- | ----- | ----- | ----- | ----- | ----- | ----- | ----- |
| Afghanistan        | 70    | 70    | 70     | 90    | 70    | 70    | 55    | 55    | 55    | 30    |       |
| Australien         |       |       |        | 1     |       | 4     | 7     | 1     | 26    | 2     | 27    |
| Grönland           |       |       |        |       |       |       |       |       |       | 15    | 30    |
| Indien             | 220   | 215   | 168    | 400   |       |       |       |       |       |       |       |
| Kenia              | 1200  | 1200  | 5175   | 4001  | 4488  | 5896  | 5862  | 3043  | 2310  | 4758  | 5100  |
| Madagaskar         | 13    | 4     | 19     | 30    | 6     | 8     | 941   | 889   | 800   | 741   | 920   |
| Malawi             | 5     | 6     | 20     | 20    | 15    |       | 12    |       | 120   | 120   | 180   |
| Myanmar            | 6     | 566   | 1439   | 1476  | 1118  | 633   | 393   | 402   | 286   | 386   | 669   |
| Pakistan           | 44    | 35    | 25     | 15    | 5     | 5     | 8     | 21    | 9     | 16    | 46    |
| Nepal              | 150   | 150   | 150    | 150   | 150   | 150   | 150   | 150   | 150   | 150   | 150   |
| Simbabwe           |       |       |        |       |       |       |       | 18    |       |       |       |
| Tadschikistan      |       |       |        |       |       |       | 5     | 5     | 5     | 5     | 5     |
| Tansania           | 3200  | 3200  | 3000   | 2000  | 1000  | 1070  | 1174  | 1800  | 2675  | 2800  | 2800  |
| Thailand           | 20    | 15    | 20     | 20    | 25    | 20    | 20    | 30    | 15    | 20    | 20    |
| Vereinigte Staaten | 15    | 15    | 15     | 15    | 15    | 15    | 15    | 15    | 15    | 15    | 15    |
| Vietnam            | 15    | 40    | 70     | 70    | 70    | 70    | 70    | 70    | 70    | 30    | 30    |
| Gesamt             | 4.958 | 5.516 | 10.171 | 8.288 | 6.962 | 7.941 | 8.712 | 6.499 | 6.536 | 9.088 | 9.992 |

Im Gegensatz zum Rubin nahm die Weltförderung von Saphir von 1995 (26.900 kg) bis 2005 (25.600 kg) ab, obwohl im Jahre 2000 sogar 32.500 kg Saphir gefördert wurden. Von 1995 bis 1999 war Australien das bedeutendste Förderland für Saphir, seit 2000 wechseln sich Madagaskar und Australien als wichtigstes Förderland für Saphir ab. Die Fördermengen für Saphir der wichtigsten Förderländer für die Jahre zwischen 1995 und 2005 finden sich in der nebenstehenden Tabelle.
| Förderland          | 1995   | 1996   | 1997   | 1998   | 1999   | 2000   | 2001   | 2002   | 2003   | 2004   | 2005   |
| ------------------- | ------ | ------ | ------ | ------ | ------ | ------ | ------ | ------ | ------ | ------ | ------ |
| Afghanistan         | 400    | 400    | 400    | 500    | 400    | 400    | 300    | 300    | 300    | 155    | 155    |
| Australien          | 13000  | 12000  | 11000  | 7500   | 7900   | 8700   | 8900   | 6600   | 5200   | 4800   | 5500   |
| Äthiopien           | 10     | 10     | 10     | 10     | 10     | 10     | 10     | 10     | 10     | 10     | 1      |
| Volksrepublik China | 500    | 750    | 1000   | 1300   | 1500   | 1700   | 2000   | 2300   | 2500   | 2700   | 3000   |
| Grönland            |        |        |        |        |        |        |        |        |        | 10     | 21     |
| Indien              |        |        |        |        | 3      | 2      | 3      | 1      | 1      | 3      | 3      |
| Kamerun             | 1000   | 1000   | 1000   | 1000   | 1000   | 1000   | 1000   | 1000   | 1000   | 1000   | 1000   |
| Kanada              | 10     | 1      | 4      | 1      |        |        |        |        |        | 3      | 11     |
| Kenia               | 2300   | 2300   | 2300   | 2300   | 2300   | 2300   | 2300   | 1200   | 900    | 2000   | 3500   |
| Laos                |        | 2      | 654    | 1600   | 1600   |        | 106    | 167    | 461    | 142    | 140    |
| Madagaskar          | 115    | 160    | 4248   | 2547   | 3810   | 9536   | 8470   | 9326   | 6000   | 5890   | 4700   |
| Malawi              | 10     | 15     | 45     | 50     | 35     |        | 30     |        | 280    | 280    | 280    |
| Myanmar             | 20     | 431    | 1083   | 1205   | 480    | 905    | 1212   | 463    | 583    | 388    | 699    |
| Nepal               | 850    | 850    | 850    | 850    | 850    | 850    | 850    | 850    | 850    | 850    | 850    |
| Sri Lanka           | 2700   | 2700   | 2700   | 3300   | 3300   | 3300   | 3300   | 4000   | 4000   | 4000   | 4000   |
| Tansania            | 4800   | 4800   | 4500   | 3500   | 2500   | 2531   | 3576   | 2400   | 1338   | 1400   | 1400   |
| Thailand            | 170    | 110    | 150    | 160    | 200    | 150    | 170    | 260    | 110    | 150    | 150    |
| Vereinigte Staaten  | 710    | 1200   | 1000   | 610    | 130    | 70     | 70     | 70     | 70     | 70     | 70     |
| Vietnam             | 140    | 40     | 900    | 1700   | 1700   | 900    | 70     | 70     | 70     | 30     | 30     |
| Gesamt              | 26.855 | 26.889 | 31.964 | 28.253 | 27.838 | 32.474 | 32.487 | 29.137 | 23.793 | 23.996 | 25.595 |

Schmirgellagerstätten existieren zwar auch in den USA sowie in Kanada, Schmirgel wird aber nur noch in wenigen Ländern wie z. B. Griechenland und der Türkei gefördert.

### Große Korunde
Die Zusammenstellung der schwersten bzw. größten bekannten Korundkristalle der Welt stammt zum größten Teil aus dem Buch von Richard W. Hughes „Ruby & Sapphire“.

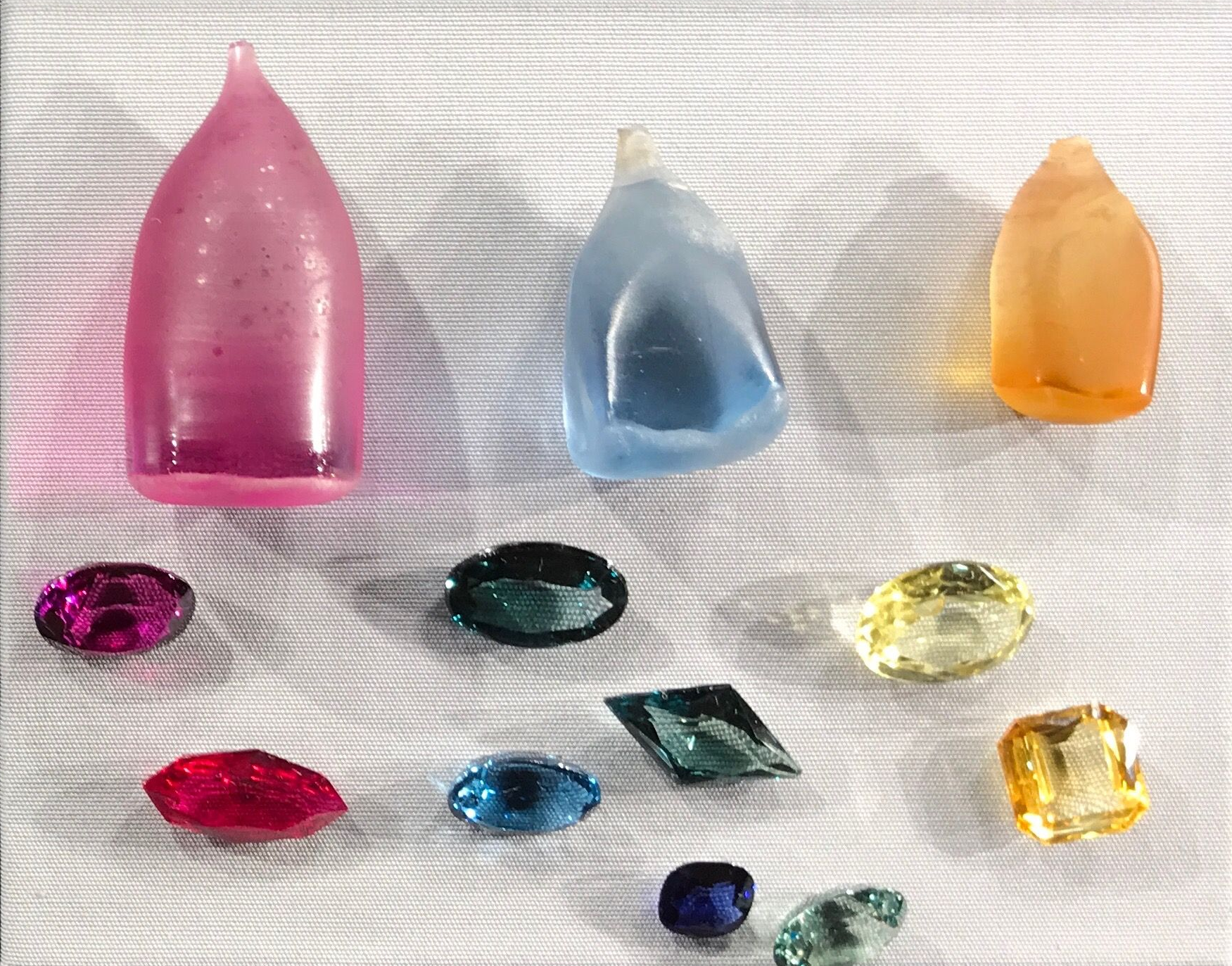
Korunde nach dem Verneuil-Verfahren

| Beschreibung                                                | Rohgewicht in Kilogramm | Abmessungen in Zentimeter | Fundjahr | Fundort                                        | Eigentümer/Ausstellung                                          |
| ----------------------------------------------------------- | ----------------------- | ------------------------- | -------- | ---------------------------------------------- | --------------------------------------------------------------- |
| rot/blauer Kristall, opak                                   | 141,5                   |                           | vor 1882 | Franklin, North Carolina, USA                  | Shepard Collection, Amherst College, USA; durch Brand zerstört  |
| Saphir                                                      | 004,5                   |                           | 1928     | Mogok, Myanmar                                 | Aufbewahrung unbekannt                                          |
| hexagonal-bipyramidaler Kristall (nicht schleifwürdig)      | 152,0                   | 68,58                     | 1928     | Leydsdorp, Südafrika                           | Ausgestellt im Geological Survey Museum, Pretoria, South Africa |
| Kristall mit der Form von Sri Lanka                         | 0 19,0                  |                           |          | Sri Lanka                                      | Ausgestellt im American Museum of Natural History(?)            |
|                                                             | 015,42                  |                           |          |                                                | Ausgestellt im British Museum                                   |
| pyramidaler Rohkristall, bläulichgrau (nicht schleifwürdig) | 012,6                   | 68,58 × 36,20 × 17,14     | 1967     | Mogok, Myanmar                                 | Myanma Gems Enterprise, Myanmar                                 |
| beidseitig terminierter dipyramidaler Kristall              | 040,3                   |                           |          | Rakwana, Sri Lanka                             | Aufbewahrung unbekannt                                          |
| bläulicher dipyramidaler Kristall (nicht schleifwürdig)     | 000,846                 |                           | 1990     | Lokekhet, Mogok, Myanmar                       | Myanma Gems Enterprise, Myanmar                                 |
| Rubin, Eigenname „Devil’s Eye Ruby“                         | 013,31                  |                           |          | Myanmar (?)                                    | Aufbewahrung unbekannt                                          |
| Korundkristall                                              |                         | 20,0 × 15,0               |          | Craigmont Mine, Corundum Hill, Ontario, Kanada | Royal Ontario Museum, Toronto                                   |

## Synthetischer Korund

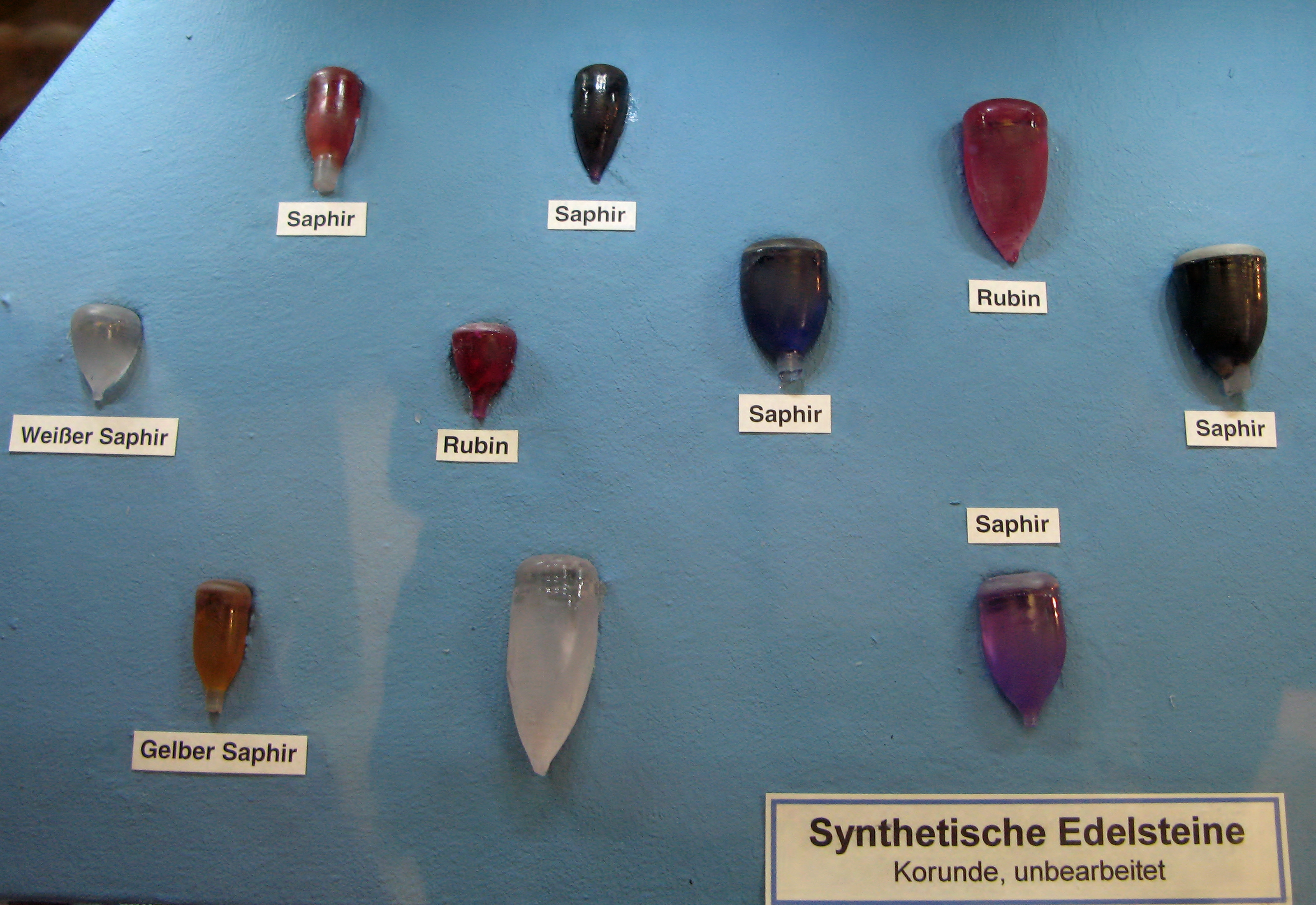
Verschiedene synthetische Korunde

Seit dem Ende des 19. Jahrhunderts werden Korunde synthetisch produziert. Im Jahre 1888 gelang es dem Franzosen Auguste Verneuil (1856–1913) erstmals, mittels des sogenannten „Schmelz-Tropf-Verfahrens“ aus Aluminiumoxid und gezielt ausgewählten Zusatzstoffen künstliche Rubine herzustellen. Dieses Verfahren wurde später ihm zu Ehren als Verneuil-Synthese bzw. Verneuil-Verfahren bezeichnet.
Die erstmalige Herstellung von Elektrokorund erfolgte 1894 durch den deutschen Chemiker Ernst Moyat. Kurz vor dem Ersten Weltkrieg erhielt Moyat das Reichspatent für die Herstellung künstlichen Korundes (Normalkorund), der aus dem Rohstoff Bauxit in einem Lichtbogenofen (Elektroschmelze – etwa 2120 °C) reduziert wurde. Beimengungen zur Reduzierung der unerwünschten Begleitstoffe waren Eisenspäne und Koks. Das Resultat war ein brauner Korund (96 % Al2O3), am Boden setzte sich Ferrosilicium (FeSi, Zusammensetzung: ± 15 % Si, 5 % Al2O3, 3 % TiO2, 75 % Fe, Spez.Gew. 6,9 g/cm³, Farbe Silbergrau) ab.
In der Folge wurden sogenannte Edelkorunde entwickelt, wobei hauptsächlich Edelkorund weiß hergestellt wird. Rohstoff ist hochreines Aluminiumoxid (Al2O3), Resultat der chemischen Reinigung von Bauxit im Bayer-Verfahren und anschließender Kalzinierung, bei der neben Aluminiumoxid (kalzinierter Tonerde) als Abfallprodukt Rotschlamm anfällt. Das Aluminiumoxid wird im Elektro-Lichtbogenofen zu Edelkorund weiß erschmolzen. Durch die Zugabe von 0,2 % Chrom(III)-oxid entsteht Edelkorund rosa, bei einem Anteil von 2 % so genannter Rubinkorund.
Eine andere Art der industriellen Herstellung von Korunden ist die hydrothermale Kristallzüchtung bzw. das Czochralski-Verfahren. Dieses ist jedoch nur für Einkristalle wirtschaftlich. Der Großteil der weltweiten industriellen Korundherstellung erfolgt nach wie vor nach dem Elektroschmelzverfahren.
Bemerkenswert ist auch, dass diese Korunde durch den Einfluss von Säuren oder Basen, abgesehen von einer Schmelze von NaOH, nicht mehr veränderbar sind; sie können lediglich bei einer Temperatur von etwa 2.050 °C wieder verflüssigt werden.

### Herstellung weltweit
2020 betrug die Schmelzkorundherstellung weltweit ca. 1.300.000 Tonnen. Der mit Abstand größte Produzent für Schleifmittelkorund ist China. So wurden 2020 ca. 62 % des auf der Welt hergestellten Schmelzkorunds dort produziert. Die globale Herstellung verteilt sich wie folgt:
| Land                | 2019        | 2020      |
| ------------------- | ----------- | --------- |
|                     | (in Tonnen) |           |
| Australien          | 50.000      | 50.000    |
| Brasilien           | 50.000      | 50.000    |
| Volksrepublik China | 800.000     | 800.000   |
| Deutschland         | 80.000      | 80.000    |
| Frankreich          | 40.000      | 40.000    |
| Indien              | 40.000      | 40.000    |
| Japan               | 15.000      | 15.000    |
| Österreich          | 60.000      | 60.000    |
| Vereinigte Staaten  | 60.000      | 60.000    |
| Andere Länder       | 80.000      | 80.000    |
| Gesamt              | 1.300.000   | 1.300.000 |

## Verwendung
Korund in seiner natürlichen Form wird heute fast nur noch als Schmuckstein verwendet. Für Anwendungen in der Technik, zu denen er sich aufgrund seiner Eigenschaften eignet, wird nahezu ausschließlich synthetischer Korund benutzt.

### Als Schmuckstein

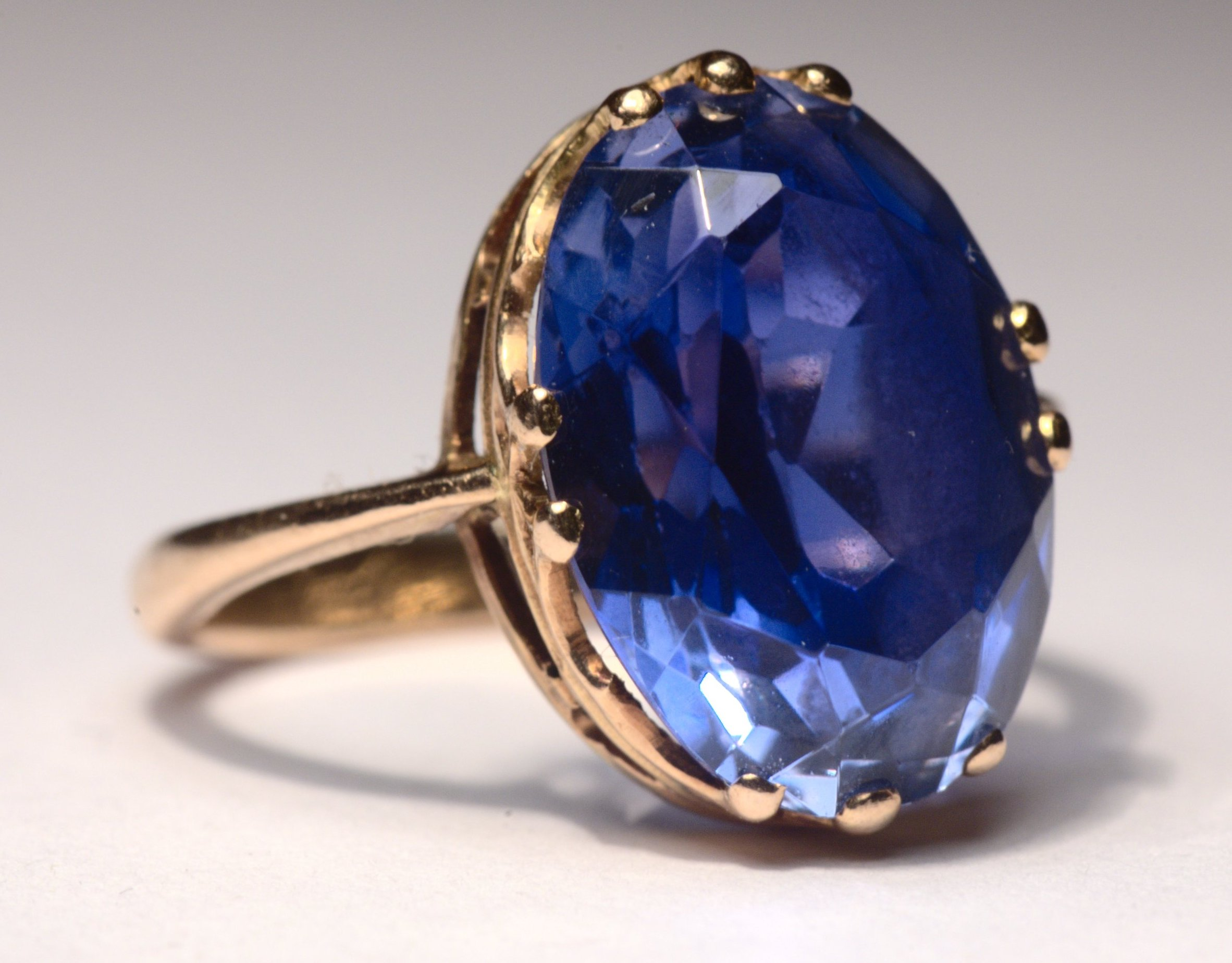
Fingerring mit facettiertem Saphir

Durch Verunreinigungen entstehen aus dem eigentlich farblosen Aluminiumoxid eine Reihe bekannter Schmuck- bzw. Edelsteine. Die roten Steine enthalten Chromionen und werden traditionell Rubine genannt, alle anderen werden im weiteren Sinne als Saphire bezeichnet, im engeren Sinne bezieht sich dieser Name aber nur auf die blauen Varianten, deren Farben durch Beimengungen von Eisen-, Titan- und Vanadiumionen entstehen.
Ein besonderer Effekt, der sich manchmal im Korund zeigt, ist der so genannte Asterismus. Im Gegensatz zum Katzenaugeneffekt, bei dem die den Effekt auslösenden Fasern parallel eingelagert sind, ist beim Asterismus die Einlagerungsrichtung der Fasern durch die Symmetrie des Wirtkristalls in 120°-Winkeln vorgegeben. Es bildet sich ein sechsstrahliger Stern aus hellem Licht, der je nach Blickwinkel durch Reflexion an mikroskopisch kleinen nadelig-faserigen Rutil-Kriställchen entsteht. Um ihn besonders prägnant herauszuarbeiten, wird für diese Korunde häufig die kugel- bis eiförmige Schliffform des Cabochons (Mugelschliff) gewählt. Weitere durch die Anwesenheit von Rutil-Nadeln bedingte Effekte können Seidenglanz (nur geringe Anzahl der eingelagerten Fasern) oder Chatoyance (Katzenaugeneffekt, bei paralleler Einlagerung der Rutilfasern) sein.
Als Schmuckstein verwendeter Korund ist häufig behandelt. Bei dieser Behandlung verheilen Risse und Hohlräume, wohingegen bei Hochtemperaturbehandlung die Transparenz und die Farbe verbessert werden. Oberflächennahe Risse werden mit Wachs oder mit Silikatglas beseitigt, wobei der zu behandelnde Stein in eine Silikatschmelze getaucht oder zusammen mit einem pulverigen Füllmaterial wie Borax oder Glas erhitzt wird. Bei hohen Temperaturen schmilzt das Füllmaterial und gelangt in die Risse, Sprünge und Hohlräume. Aus weißem Saphir lassen sich durch Diffusionsbehandlung blaue Saphire erzeugen, allerdings ist die blaue Schicht nur sehr dünn und lediglich oberflächennah. Diese diffusionsbehandelten Steine lassen sich jedoch relativ leicht durch Eintauchen in Methyleniodid bei gleichzeitiger diffuser Durchleuchtung erkennen. Hilfsmittel bei der Erkennung sind das größere Relief am Kontakt von Facetten infolge von Farbkonzentrationen, die Fleckigkeit der durch Diffusion entstandenen Färbung sowie die charakteristischen farblosen Bereiche.

### In der Technik

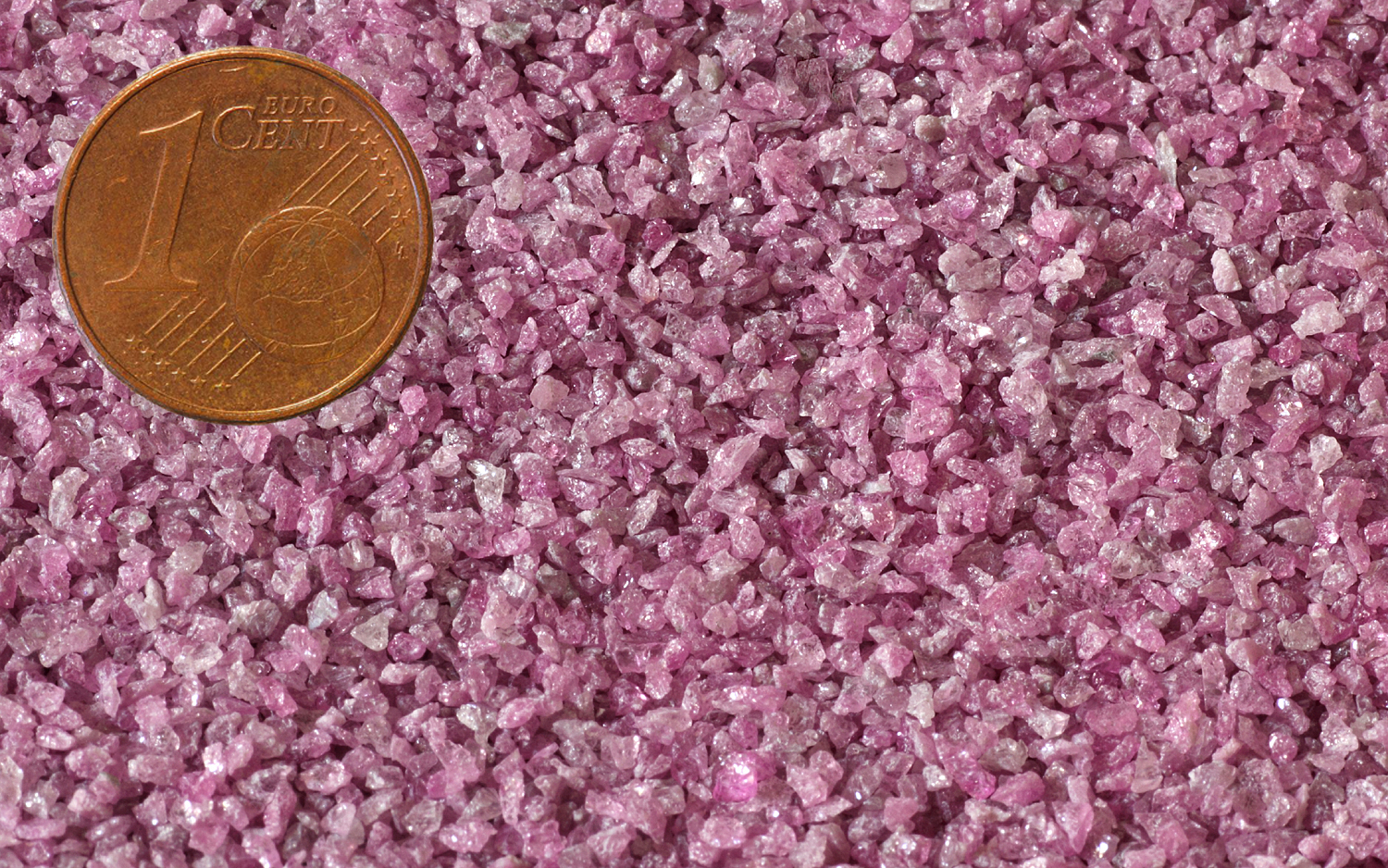
Körniger Elektrokorund für industrielle Zwecke

Synthetischer Korund wird industriell und im Werkzeugbereich wegen seiner großen Härte als Schleifmittel (auf Schleifpapier, in Form von Trennscheiben, aber auch in Polituren) eingesetzt. Korund wird zudem als Strahlmedium zum Sandstrahlen benutzt, da normaler Sand die Lungenkrankheit Silikose hervorrufen kann. Außerdem findet Korund Verwendung als Zuschlagsstoff für Hartbetone (z. B. als Füllmittel für die Wände von Tresoren.)
Als Alumina (kalzinierte Tonerde) findet Aluminiumoxid-Keramik Verwendung in der Elektrotechnik (vergleiche dazu der Artikel Aluminiumoxid). Sie wird wegen ihres geringen dielektrischen Verlustfaktors als Dielektrikum und zur Realisierung von Streifenleitungen und Kondensatoren in der Hochfrequenztechnik eingesetzt. Aluminiumoxid-Keramikplatten dienen als Elektronik-Substrat für die Dickschichttechnik, für die Dünnschichttechnologie sowie für Platin-Temperaturmesswiderstände. Aufgrund der guten Metallisierbarkeit dieser Keramiken ist auch das direkte Auflöten elektronischer Bauelemente wie Widerstände oder LEDs möglich, wobei die Keramik gleichzeitig als Kühlkörper fungiert. In der Technischen Keramik wird die harte, abrieb- und korrosionsfeste Aluminiumoxid-Keramik z. B. in Form von Waschbecken, Hotelgeschirr und schusssicherer Bekleidung sowie als Material für Brennerrohre von Hochdruck-Gasentladungslampen oder als Zuschlagstoff, z. B. für rutschfeste Keramikfliesen und als rutschfeste Decksbeschichtung von Fregatten der Deutschen Marine, verwendet.
Sehr fein gemahlener Korund (Korngröße etwa 100 nm) wird zur Herstellung kratzfester Lacke eingesetzt. Um die Transparenz der Lacke zu erhalten, wird dabei jedes Korn silanisiert. Auch die unterschiedlichen Abriebklassen von Laminatböden basieren auf unterschiedlichen Mengen von zugesetztem silanisiertem Korund in der Lackschicht.
Ein weiterer großer Anwendungsbereich des industriell hergestellten weißen Edelkorunds ergibt sich aus seiner hohen Temperaturbeständigkeit (Schmelzpunkt 2050 °C), aber auch aufgrund seiner hohen chemischen Beständigkeit. So wird Edelkorund in Kornfraktionen von 0–6 mm als Hauptbestandteil und als Zuschlagsstoff zur Herstellung feuerfester Werkstoffe, zur Herstellung von Feuerfestauskleidungen für Hochöfen oder zur Herstellung von Metallgussformen verwendet.

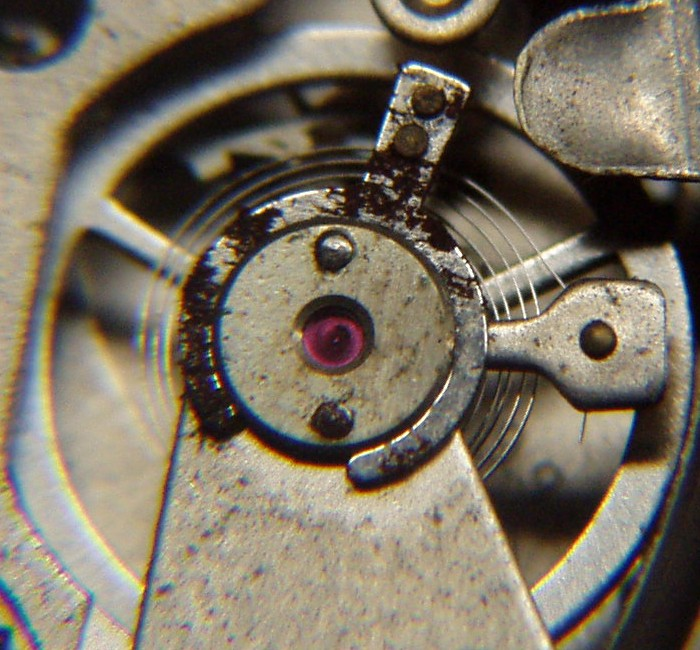
Rubin als Uhrenlager

Durch seine Härte und Abriebfestigkeit ist Korund gut als Lager in Uhren und Präzisionsgeräten sowie als Gegenlager beim Einsatz von Mikrometerschrauben, zum Beispiel bei Spiegelhaltern, geeignet. Dieselben Eigenschaften lassen ihn im Verbundwerkstoff der Schürfleiste bei Schneepflügen zum Einsatz kommen.
Der erstmals 1982 beschriebene Titan:Saphir-Laser (Ti:Sa-Laser) besitzt als aktives Medium einen Titan-dotierten Korundkristall, während der nur historisch interessante Rubinlaser einen Chrom-dotierten Korundkristall (Rubin) aufweist. Ti:Sa-Laser haben die Farbstofflaser fast völlig verdrängt und dominieren heute die Bereiche für durchstimmbare Laser und die Generierung ultrakurzer Laserpulse.
Handelsübliche blaue Leuchtdioden bestehen in den meisten Fällen aus Galliumnitrid, das epitaktisch auf synthetischem Korund abgeschieden wurde. Reiner Korund wird als Saphirglas bei Uhren (Uhrglas oder Rückwand) und selten als Displayabdeckung bei Digitalkameras (vgl. Leica M8 und M9-P) eingesetzt. Für vakuumtechnische Anwendungen in der Vakuumoptik wird Saphirglas als Schauglas zum Betrachten des Innern von Vakuumkammern verwendet. Auch als Abtastnadel-Material in Tonabnehmern von Plattenspielern wird oft Korund statt Diamant verwendet, was zur umgangssprachlichen Bezeichnung „Saphir“ für die Abtastnadel führte.
In einigen Kampfpanzern ist Korund ein Bestandteil der Verbundpanzerung. Beim russischen T-64-Kampfpanzer wurde dieses Konzept erstmals realisiert. Dazu wurden Korundkugeln dem flüssigen Panzerstahl hinzugefügt. Auch in einigen Polizeifahrzeugen und Helikoptern kommt eine auf Korund basierende Panzerung zum Einsatz. Der Wirkmechanismus ergibt sich dadurch, dass die auftreffende Schockwelle schneller ist, als die Rissausbreitung in der Aluminiumoxid-Keramik.